# Rio Doce
O rio Doce é um curso de água da Região Sudeste do Brasil, que banha os estados de Minas Gerais e Espírito Santo. Origina-se na confluência dos rios Piranga e do Carmo, entre os municípios de Ponte Nova, Rio Doce e Santa Cruz do Escalvado, em Minas Gerais. Contudo, seu curso principal se inicia com a nascente do rio Xopotó, afluente do rio Piranga, em Desterro do Melo.
A partir do encontro dos rios Piranga e do Carmo, o manancial percorre 853 km até a foz no oceano Atlântico, banhando 38 municípios. O encontro com o mar forma um estuário que está localizado na altura do povoado de Regência Augusta, integrante do município de Linhares, no litoral do Espírito Santo. A bacia do rio Doce abrange 86 mil km² de área de drenagem e quase 230 municípios, com uma população de mais de 3,6 milhões de habitantes, correspondendo à bacia mais importante totalmente inserida na Região Sudeste do Brasil.
Foi descrito pela primeira vez pelos colonizadores europeus por André Gonçalves em 1501. Contudo, núcleos urbanos se consolidaram nas margens do curso hídrico somente no século XX, com a construção da Estrada de Ferro Vitória a Minas. A locação da ferrovia, que acompanha o rio Doce de Colatina ao Vale do Aço, deu início ao crescimento populacional ao permitir o desenvolvimento econômico. Trata-se de uma região com notável presença da agropecuária e da atividade industrial, sobretudo da mineração e da siderurgia. O potencial hidrelétrico do rio e seus afluentes é aproveitado pelas indústrias e pelo Sistema Interligado Nacional por meio de usinas hidrelétricas.
Apesar de sua importância geográfica, social e econômica, o manancial sofre gravemente com o assoreamento, desmatamento, baixa cobertura por matas ciliares e recebimento de esgoto sem tratamento. Essa situação foi agravada pelo rompimento de barragem em Mariana em 2015, quando a lama de uma barragem de rejeitos pertencente à Samarco chegou ao rio Doce através do rio do Carmo. Dessa forma, todo o leito foi contaminado por metais usados na mineração. Esse foi o maior impacto ambiental da história brasileira, mas antes mesmo desse acidente o rio já se posicionava entre os dez mais poluídos do país.

## História
A bacia do rio Doce possui rochas datadas do Eoarqueano e do Proterozoico, que remontam às primeiras idades da Terra. O rio, por meio do transporte de sedimentos, contribuiu com o molde do relevo dessa região no decorrer dos tempos. Também foi assim que se formou a diversidade de lagoas que fazem parte da bacia. Entretanto, o norte do Espírito Santo, incluindo o baixo rio Doce, só se formou a partir do aterramento do oceano Atlântico no Cenozoico. O manancial contribuiu com esse aterramento devido ao deslocamento de sedimentos, formando a superfície sob o atual município de Linhares ao longo do Pleistoceno e do Holoceno.

### Desbravamento

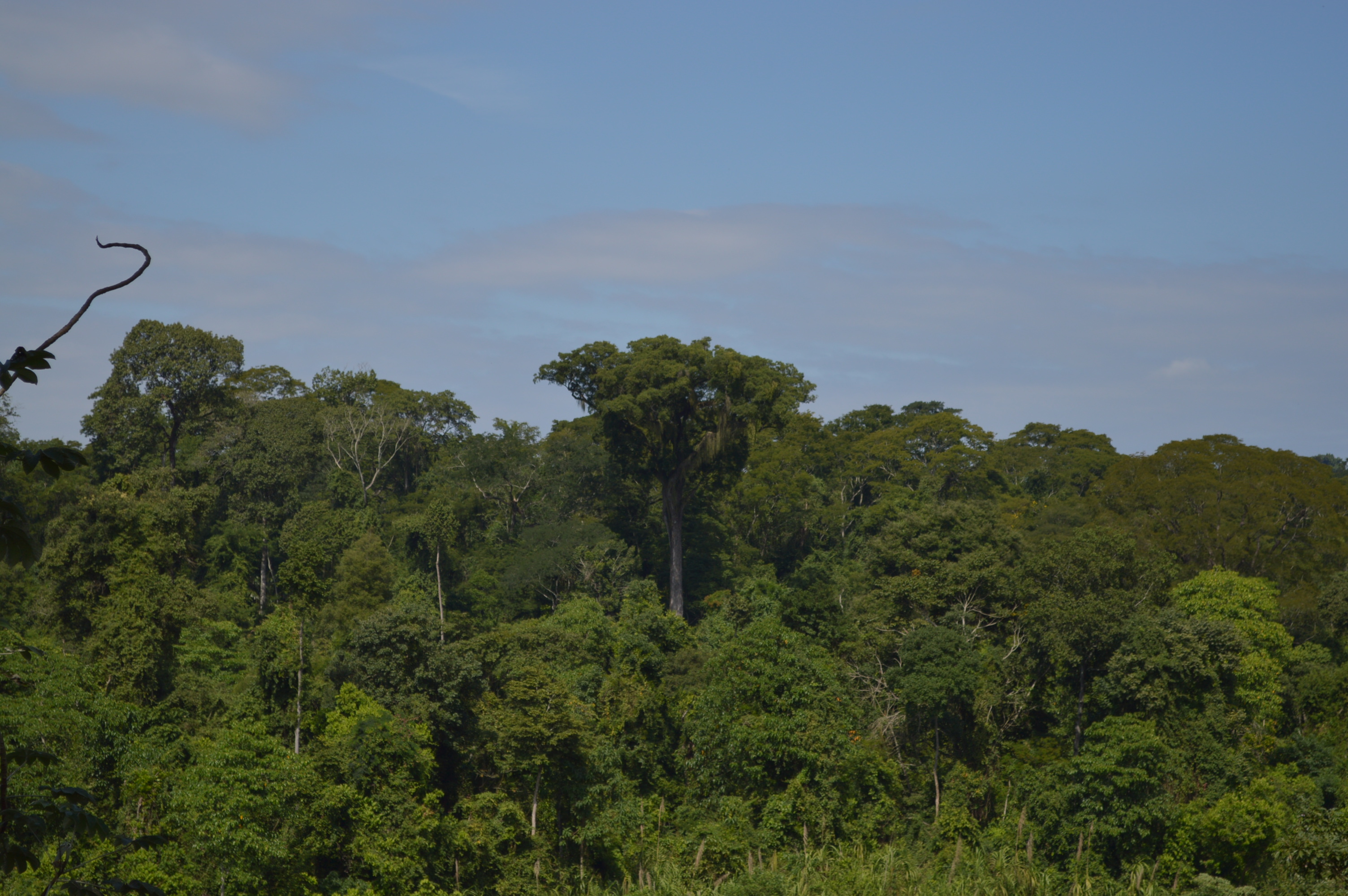
Floresta fechada no Parque Estadual do Rio Doce, típica condição que os primeiros desbravadores enfrentavam nas margens do rio.

A presença humana conhecida nas margens do rio Doce é relativamente tardia. Enquanto na Região Metropolitana de Belo Horizonte há registros arqueológicos com mais de 10 mil anos de idade, dentre os quais o fóssil de Luzia, os vestígios de vida humana mais antigos encontrados nas margens do rio são datados do século XIV. Nessa ocasião índios tupis percorreram o curso vindos do litoral e chegaram a povoar áreas entre Governador Valadares e Tumiritinga, em Minas Gerais. Contudo, em algum momento, por razões não conhecidas, eles deixaram o local. Sabe-se que índios aimorés vindos do Espírito Santo e do sul da Bahia também frequentavam o Vale do Rio Doce, mas apenas nos meses da estação seca, pois nos meses chuvosos a proliferação de mosquitos e doenças tropicais era maior.
O rio era um dos limites da área de domínio dos aimorés, que se estendia até o rio Salitre, na Bahia. Todavia, eram seminômades e estavam em constante deslocamento. Pataxós e puris também podiam ser encontrados nas proximidades do leito. Foi descrito pela primeira vez por colonizadores portugueses por André Gonçalves em 13 de dezembro de 1501, durante expedição enviada pela Coroa Portuguesa para reconhecimento da costa do Brasil. Poucos anos mais tarde recebeu a denominação que permanece até hoje, "rio Doce", pois as primeiras expedições pelo litoral identificavam a água doce do rio no mar sem mesmo poderem avistar a foz. Antes de desaguar no oceano o curso faz uma curva que dificulta sua visualização. Posteriormente, tornou-se uma forma de penetração dos colonizadores para o desbravamento dos atuais estados do Espírito Santo e de Minas Gerais.
Sebastião Fernandes Tourinho foi o primeiro a percorrer o rio, de 1553 a 1573, em busca de ouro e esmeraldas. Em 1577, Salvador Correia de Sá, o Velho, também explorou o manancial. As primeiras entradas tinham o objetivo principal de procurarem por ouro e outros materiais preciosos. Mitos herdados dos indígenas davam conta que o vale guardava jazidas desses metais e pedras. Contudo, a floresta fechada, as doenças tropicais e a resistência dos indígenas foram fatores que repulsaram as intrusões. Fernão Dias chegou a anunciar que faria uma bandeira pelo rio Doce em 1672, mas diferente das anteriores partiria da cabeceira vindo das serras da Mantiqueira e do Espinhaço. Ele faleceu por malária em 1681, antes mesmo de entrar em contato com o manancial. Por outro lado, frentes dispersas dessas expedições conseguiram encontrar ouro em locais onde posteriormente fundaram arraiais, dentre os quais os que deram origem a cidades como Antônio Dias, Caeté, Mariana, Ouro Preto e Sabará.
Pedro Bueno Cacunda, minerador que também percorreu o curso dos rios Guandu e Manhuaçu, obteve sucesso ao alcançar o alto rio Doce em busca de áreas para expansão da mineração no século XVIII. Nesse intento, incentivou povoamentos nas cabeceiras do rio, trazendo consigo indígenas para auxiliar nos trabalhos e convencer outros indígenas para que pudesse avançar. Nesse século, com o uso de metais pesados para a mineração nas cabeceiras de mananciais da bacia, sobretudo em Ouro Preto, Mariana e Santa Bárbara, é que se iniciou o processo de degradação do rio Doce. Entretanto, a descoberta de jazidas ricas em ouro na região central de Minas Gerais, em uma zona que vai de São João del-Rei a Minas Novas, concentrou ali e nas regiões vizinhas o interesse dos forasteiros a partir do século XVII. Fora desses domínios eram denominados os sertões, dentre os quais os "Sertões do Rio Doce", como também existiam o "Sertão do Leste" (Zona da Mata) e o "Sertão do São Francisco".

### Do rio proibido ao massacre

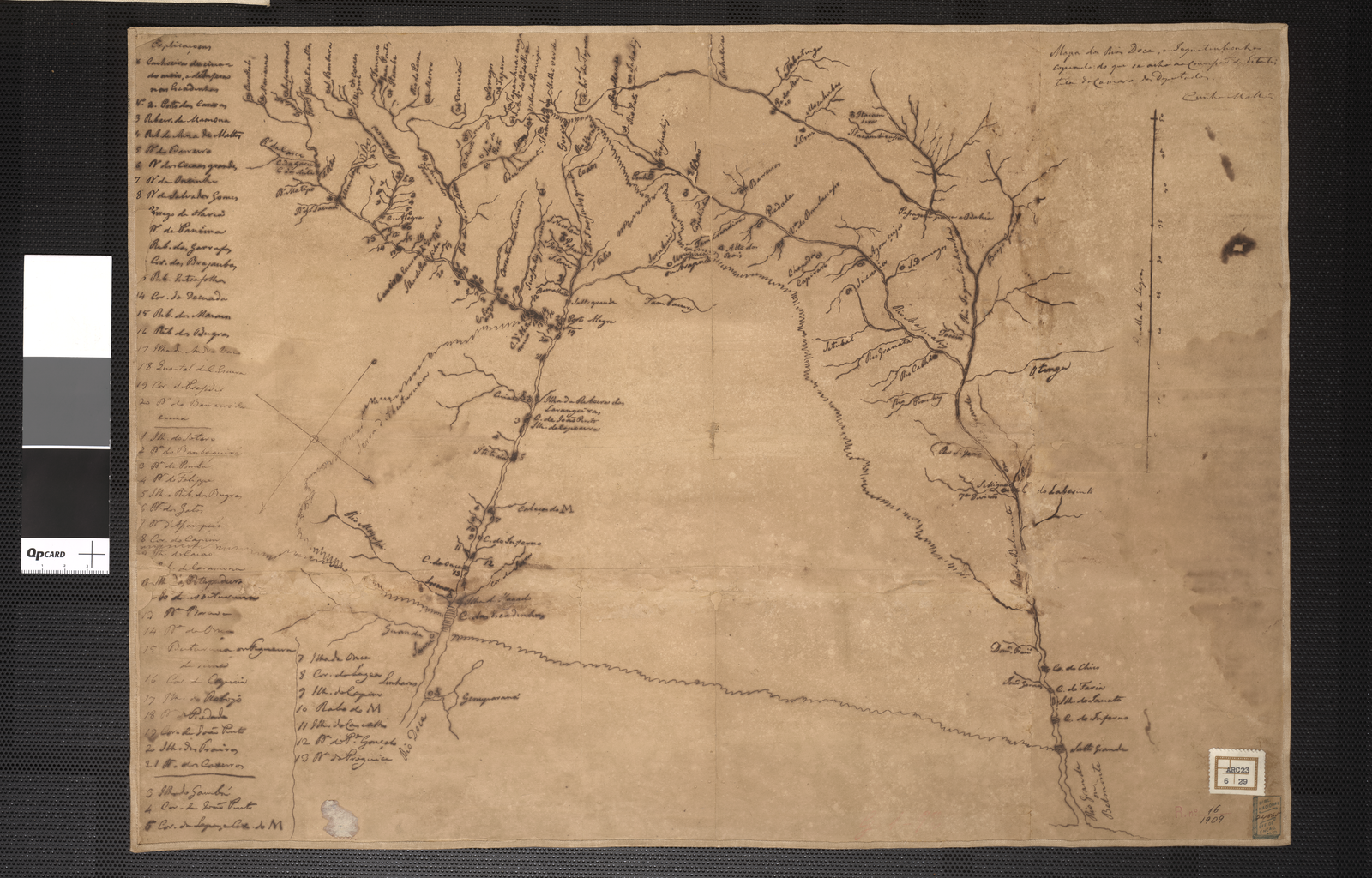
Mapa que mostra os rios Doce e Jequitinhonha, por Raimundo José da Cunha Matos, datado do século XIX.

A fim de proteger as reservas de ouro, o povoamento e a abertura de novas trilhas pelo Vale do Rio Doce chegaram a ser proibidos pela Coroa Portuguesa, como forma de evitar o contrabando de ouro por meio do rio Doce e seus afluentes. Com a intenção de afastar forasteiros, diziam-se ser terras com vegetação densa e animais peçonhentos, com predominância da ferocidade dos índios. No entanto, o povoamento foi liberado em 1755, após Minas Gerais passar por um declínio na produção de ouro. Mesmo com a atenuação da disponibilidade de ouro, a diversidade mineral favoreceu o desenvolvimento da atividade mineradora nos séculos seguintes na região de algumas cabeceiras de nascentes do alto rio Doce, como em Mariana.
Até 1808, 26 exploradores haviam percorrido o rio Doce, todos em busca de pedras preciosas, em vão. Apesar da liberação do povoamento, ataques de índios botocudos (como eram generalizados os aimorés) a forasteiros estavam se tornando frequentes, o que levou o governo da Província de Minas Gerais a exigir uma tomada de atitude da Coroa Portuguesa. Além disso, os Sertões do Rio Doce em Minas Gerais e a sua extensão no Espírito Santo eram uma das únicas regiões do Brasil ainda totalmente dominadas por nativos, fora do controle da administração portuguesa, pelo que era de seu interesse demonstrar poderio através da tomada de controle. Como resultado, foram criados "quartéis" no curso do rio Doce com o objetivo de fortalecer a proteção aos colonos. A Carta Régia de 13 de maio de 1808 também determinava uma guerra ofensiva contra a população nativa, autorizando seu extermínio, como era vontade do governo mineiro.

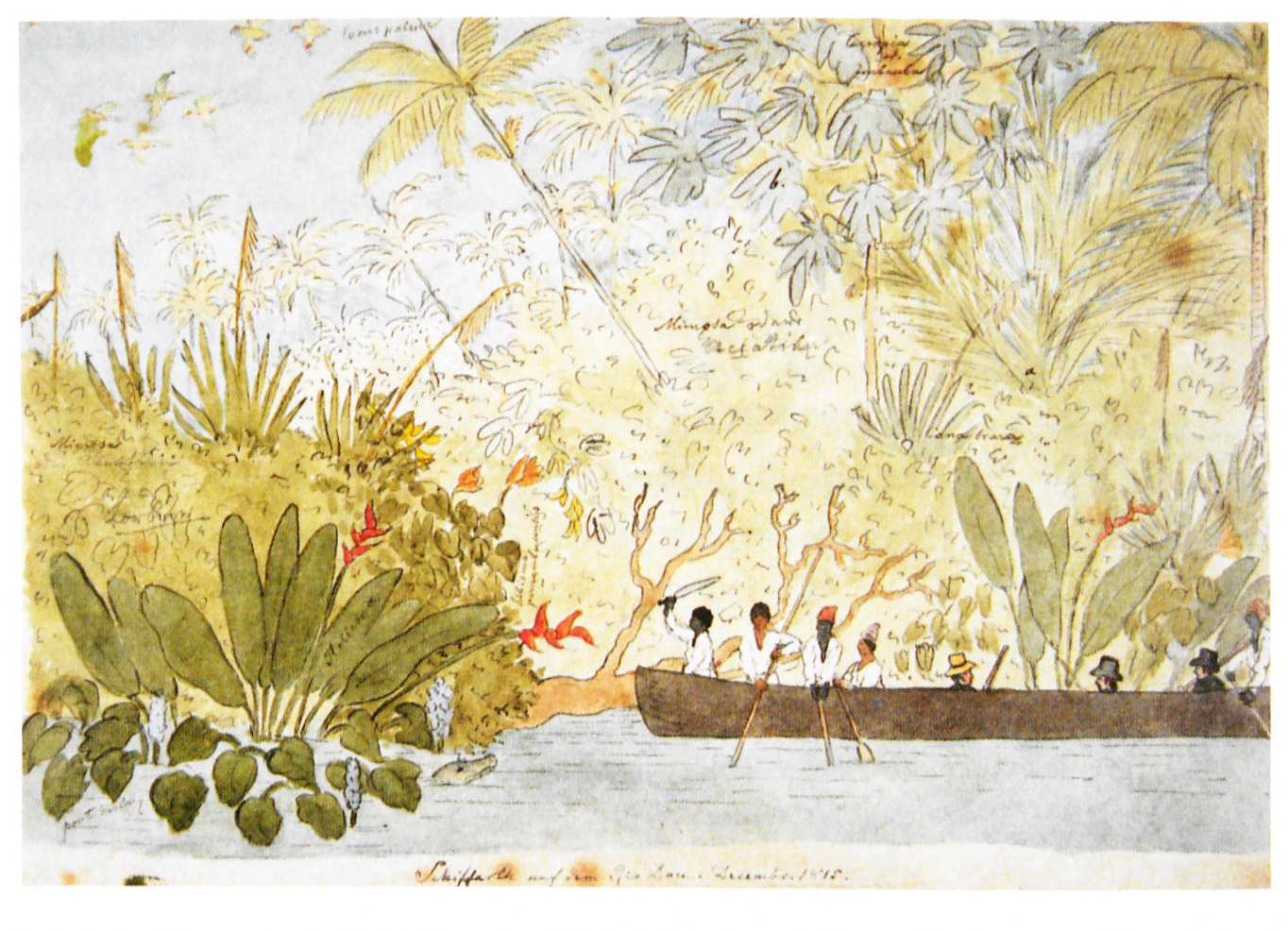
Ilustração da comitiva do príncipe renano Maximilian zu Wied-Neuwied no rio Doce em 1815

Em 1823, Guido Marlière, militar francês, assumiu a Diretoria de Índios na Província de Minas e promoveu o diálogo com os indígenas no lugar do massacre sistemático. A essa altura, os conflitos contra os indígenas estavam fora de controle até mesmo pelas divisões militares da coroa, pelo que foi confiado a Marlière o objetivo de pacificação. Antes, em 1813, o francês já havia obtido sucesso ao pacificar índios e colonos na Zona da Mata Mineira. Já no rio Doce, transformou os quartéis em centros de distribuição de alimentos aos índios. Apesar da proibição dos ataques a indígenas em 1831, os nativos já se encontravam praticamente extintos, o que serviu como um incentivo à colonização. Mesmo assim, esse processo continuou a ocorrer de forma relativamente lenta.
O povo crenaque que habita a margem esquerda do rio Doce em Resplendor é a maior concentração de herdeiros dos aimorés sobreviventes. Em contraste com o massacre dos nativos, o século XIX também é marcado pelas primeiras expedições que tinham a intenção de pesquisar os aspectos naturais do rio Doce e as culturas relacionadas. Em 1815, o príncipe renano Maximilian zu Wied-Neuwied percorreu a região para entrar em contato com a cultura dos indígenas. Essa visita resultou em estudos que contribuíram com a desmistificação da ferocidade desses povos. O botânico alemão Friedrich Sellow, que se tornou conhecido por enviar milhares de amostras de animais e plantas da América do Sul para estudos em Berlim, morreu ao cair nas águas do rio Doce durante seus trabalhos de pesquisa em 1831, nas proximidades de Belo Oriente. A princesa Teresa da Baviera também esteve no rio Doce para coletar amostras da fauna em 1888.

### Expansão populacional

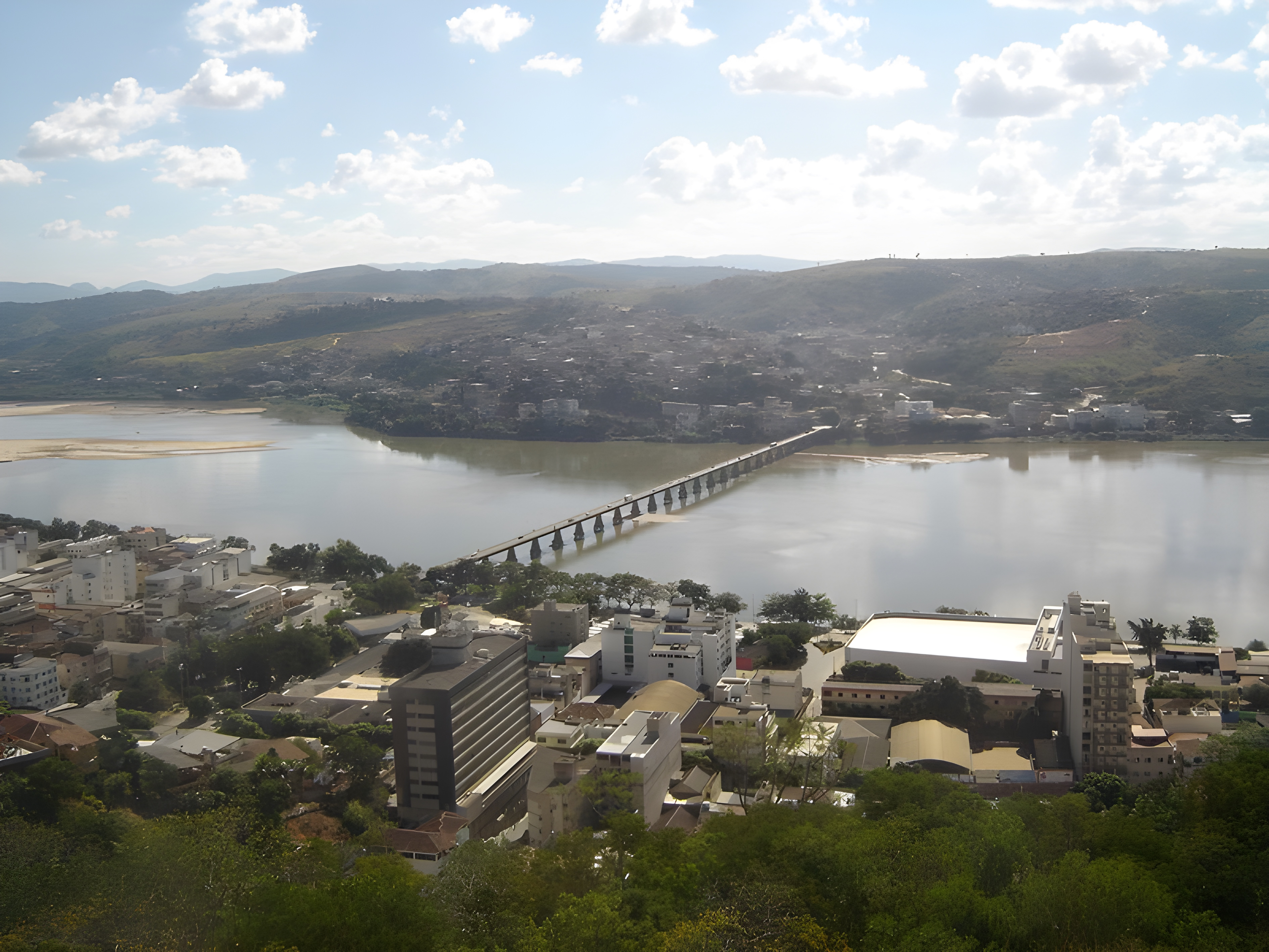
A Ponte Florentino Avidos em Colatina, inaugurada em 1928, foi a primeira grande ponte rodoviária sobre o rio Doce.

Em 1900, o povoamento do médio e baixo rio Doce ainda era quase inexistente. Alguns dos antigos quartéis deram origem a povoamentos, enquanto que portos se formaram para troca de mercadorias de produtos agropecuários, como é o caso do Porto de Figueira do Rio Doce, que mais tarde deu origem a Governador Valadares, e de Colatina. Contudo, foi somente com a construção da Estrada de Ferro Vitória a Minas (EFVM) que núcleos urbanos começaram a se consolidar e expandir. Acompanhando o curso do manancial entre Colatina e o atual Vale do Aço em vários trechos, a via férrea foi a responsável por atrair trabalhadores e formar cidades a partir de onde foram construídas estações ferroviárias.
De 1900 a 1920, a população da "Zona Florestal" de Minas Gerais, correspondente aos vales dos rios Doce, São Mateus e Mucuri, cresceu 467%, sendo a Estrada de Ferro Vitória a Minas a principal razão desse aumento. Ao mesmo tempo que a locação da via férrea avançava pelo Vale do Rio Doce, vastas terras, até então ocupadas pela mata virgem, começaram a ceder espaço à agricultura e à pecuária, principalmente a partir da década de 1920. Além disso, a descoberta de fartas reservas de minério de ferro no que mais tarde seria chamado de Quadrilátero Ferrífero levou à implantação de minas de extração.
A criação da Companhia Vale do Rio Doce (CVRD) — mais tarde renomeada para Vale S.A. — pelo governo em 1942 objetivava exportar o minério de ferro que era extraído dos campos de mineração em Itabira. Através da ferrovia a produção podia ser escoada até os portos do Espírito Santo. Também no decorrer da primeira metade do século XX, iniciou-se a extração de madeira destinada à produção de carvão, a fim de abastecer as indústrias localizadas em João Monlevade e no Vale do Aço. Era de interesse do Estado atrair grandes investimentos privados, pelo que foi permitido aos investidores estrangeiros adquirir as terras necessárias para agirem. Nesse sentido, a Belgo-Mineira e a Acesita foram as principais companhias administradoras de terras para a extração de madeira no Vale do Rio Doce.
O norte do Espírito Santo também viveu um período de ascensão econômica na primeira metade do século XX devido à expansão da cultura do café e à extração madeireira. A Estrada de Ferro Vitória a Minas propiciou uma forma de deslocamento da produção cafeeira dessa região a partir de Colatina, fazendo com que a cidade se estabelecesse como um centro regional. Data de 1928 a inauguração da Ponte Florentino Avidos, a primeira grande ponte rodoviária sobre o rio Doce. Todo esse conjunto de fatores, que se volta ao uso dos recursos naturais e do solo da região para a geração de lucro ao Estado e aos investidores, culminou no súbito aumento das populações urbanas nas margens do rio Doce e em seus afluentes.

### Decadência ambiental

Rio Doce sob a Ponte do São Raimundo (trecho da atual BR-116) em Governador Valadares em 1958. Ao fundo se nota morros já desmatados.

A priorização das atividades econômicas, principalmente a extração de madeira e a agropecuária, foram as principais causas da supressão da mata nativa da bacia do rio Doce no decorrer do século XX. A partir de então o manancial é diretamente afetado tanto em função da retirada da mata ciliar como pelo crescimento das cidades sem nenhum planejamento urbano, levando ao lançamento de esgoto em suas águas de forma desenfreada.
Foi em meio ao avanço do desmatamento sistemático que Dom Helvécio Gomes de Oliveira iniciou esforços a fim de preservar um dos últimos grandes remanescentes de Mata Atlântica nativa que restavam na área entre os rios Piracicaba e Doce na década de 1930. Dessa forma, foi criado o Parque Estadual do Rio Doce (PERD) em 14 de julho de 1944, o primeiro parque estadual de Minas Gerais. Há de se destacar que a expansão da malha rodoviária brasileira, principalmente entre as décadas de 1930 e 1960, incluiu a construção de rodovias passando sobre o rio Doce. As ligações rodoviárias favoreceram as atividades econômicas locais, sobretudo o corte de madeira e a pecuária.
No auge da extração madeireira, em 1950, Governador Valadares possuía mais de 100 serrarias e Linhares mais de 130. Contudo, a madeira para extração se tornou escassa e a atividade começou a entrar em declínio na década de 1960. Enquanto os empresários do setor migraram para regiões a norte, a mão de obra local foi sucumbida em desemprego e forçada a migrar para outras regiões à procura de emprego. Isso refletiu na estagnação do crescimento populacional na região, ao passo que os investimentos atraídos pelas indústrias ficaram concentrados em suas cidades-sede. Posteriormente, as terras, outrora ocupadas pela mata nativa, foram aproveitadas pela pecuária extensiva e pelo reflorestamento com eucalipto, com a intenção de servir à demanda industrial. Descrevendo uma viagem ao rio Doce à revista O Cruzeiro, em 1961, Rachel de Queiroz destacou as margens do rio como áreas desmatadas tomadas por plantações e por troncos encarvoados.
Embora as bruscas variações de nível do rio Doce entre as estações seca e chuvosa fossem conhecidas desde antes de se estabelecerem as cidades das margens, não demorou muito para que a ocupação desordenada refletisse em enchentes de grandes proporções, problema que se tornou recorrente para as populações ribeirinhas nos períodos chuvosos. Informações da mídia trazem exemplos de cheias excepcionais em 1926, descrita como a maior em 20 anos, e 1944, quando 2 mil famílias ficaram desabrigadas apenas em Colatina. Entretanto, a pior delas, durante as chuvas de 1979, deixou 74 mortos e 47 776 desabrigados, além de 36 km da EFVM inundados pelas águas. Em janeiro de 1997, outra enchente de grandes proporções deixou 57 705 desabrigados e dois mortos. De 1973 a 2003, pelo menos 12 eventos de grandes cheias foram registrados.
A atuação do Serviço Especial de Saúde Pública (SESP) trouxe investimentos em saneamento, drenagem e na reorganização do espaço urbano de Governador Valadares na década de 1940, sendo eficaz no combate à malária, pavimentação de vias e limpeza de mananciais, porém foi insuficiente para atender à demanda do crescimento urbano nas décadas seguintes e os problemas com inundações se tornaram recorrentes nas áreas mais baixas da cidade. Por sua vez, a construção da Usina Hidrelétrica de Mascarenhas, em Baixo Guandu, que entrou em operação em 1972, deu início a manipulações do nível e vazão das águas do rio Doce.

### O rio impactado

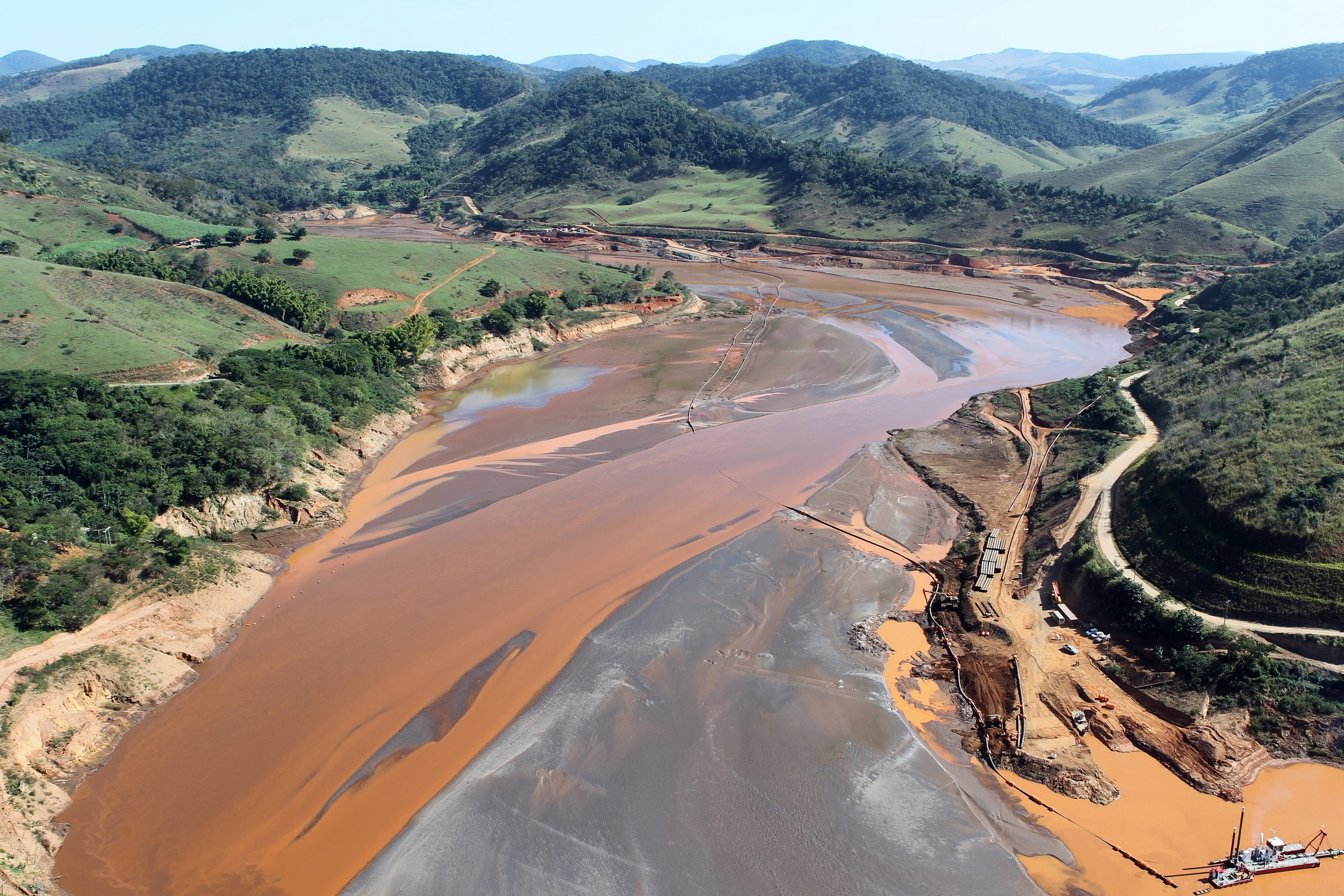
Reservatório da Usina Hidrelétrica Risoleta Neves atingido pelo rompimento de barragem em Mariana em 2015. Foto de julho de 2016.

Após a enchente de 1979, foram iniciadas operações de monitoramento do nível do rio Doce pelos órgãos públicos, através de estações pluviométricas e fluviométricas. Contudo, a preocupação com a conservação do rio só se intensificou entre o fim do século XX e início do século XXI, devido aos problemas ambientais estarem afetando as cidades da bacia cada vez mais intensamente. Dentro do contexto de dar atenção às condições das águas houve a criação do Comitê da Bacia Hidrográfica do Rio Doce (CBH-Doce) e a consolidação de comitês em sub-bacias a partir de 2002. A cobertura por estações de tratamento de esgoto se expandiu, mas de forma tímida, chegando a 10% das cidades da bacia com algum tipo de tratamento de esgoto urbano em 2010.
Na década de 2010, em função das secas na Região Sudeste, o rio Doce passou por um quadro de escassez hídrica sem precedentes. Já severamente corrompido, teve seu curso invadido pela lama da barragem de rejeitos de mineração da Samarco (subsidiária da Vale S.A.) que se rompeu em Mariana em 5 de novembro de 2015. Esse desastre ambiental deixou impactos de curto, médio e longo prazo provocados pelo acúmulo de metais pesados nas águas e no solo, além das perdas humanas e das marcas na memória das comunidades afetadas. Em janeiro de 2022, Governador Valadares registrou sua terceira maior enchente até então, superada apenas pelas cheias de 1979 e 1997.

## Aspectos geográficos

### Drenagem

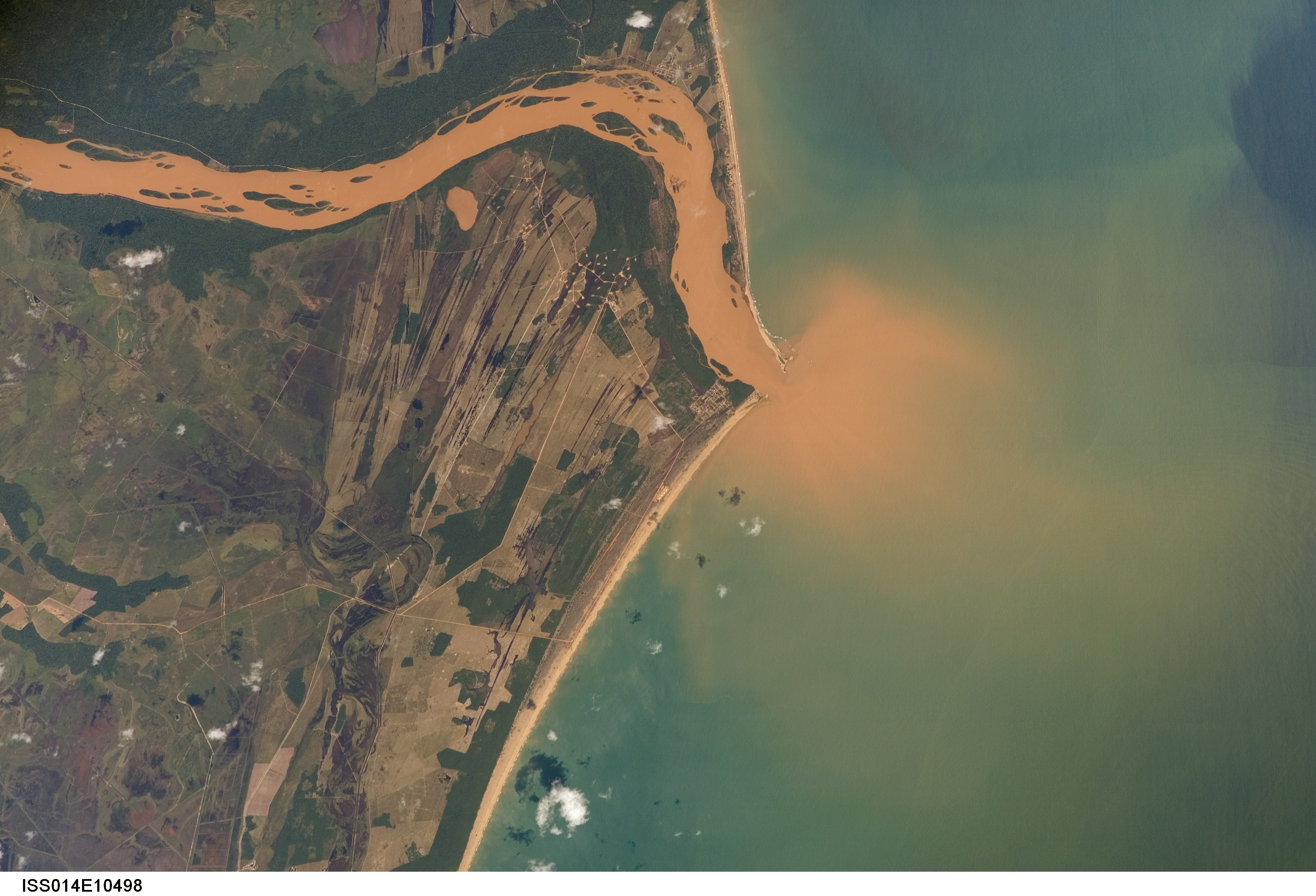
Imagem de satélite que mostra o estuário do rio Doce no oceano Atlântico

O rio Doce é formado a partir da confluência dos rios Piranga e do Carmo entre os municípios de Ponte Nova, Rio Doce e Santa Cruz do Escalvado, no estado de Minas Gerais. Desse ponto, o curso percorre 853 quilômetros (km) até sua foz no oceano Atlântico, na altura do povoado de Regência Augusta, em Linhares, no Espírito Santo, onde forma um estuário. O Instituto Estadual de Florestas de Minas Gerais (IEF-MG) considera a nascente do rio Piranga, localizada na serra da Mantiqueira, em Ressaquinha, como a "primeira nascente da bacia hidrográfica", porém o curso principal se inicia na nascente do rio Xopotó em Desterro do Melo, afluente do rio Piranga. Considerando esse percurso, o leito principal possui 888 km até a foz.
Além de seus formadores (rios Piranga e do Carmo), os principais afluentes do rio Doce incluem, pela margem esquerda, os rios Piracicaba, Santo Antônio, Corrente Grande, Suaçuí Pequeno, Suaçuí Grande (estes em Minas Gerais), Pancas e São José (estes no Espírito Santo). Pela margem direita os principais afluentes são os rios Casca, Matipó, Caratinga, Manhuaçu (em Minas Gerais), Guandu, Santa Joana e Santa Maria do Rio Doce (no Espírito Santo). O trecho até a foz do rio Matipó é denominado "alto rio Doce"; desse ponto até a divisa de Minas Gerais com o Espírito Santo é considerado como "médio rio Doce" e a jusante é chamado de "baixo rio Doce".
Segundo o Comitê da Bacia Hidrográfica do Rio Doce (CBH-Doce), a bacia do rio Doce abrange 86 175 quilômetros quadrados (km²) de área de drenagem, que é composta pelas sub-bacias dos rios Piranga, Piracicaba, Santo Antônio, Suaçuí (Pequeno e Grande), Caratinga e Manhuaçu em Minas Gerais; e rios Guandu, Santa Joana e Santa Maria do Doce, dos "pontões e lagoas" e "Barra Seca e da foz" (do rio Doce) no Espírito Santo. A bacia faz parte da região hidrográfica do Atlântico Sudeste e totaliza pelo menos 300 mil nascentes, incluindo lagoas, que estão concentradas no sistema lacustre do Parque Estadual do Rio Doce e nas lagoas costeiras de Linhares. É considerada a principal bacia totalmente inserida na Região Sudeste do Brasil.

### Clima

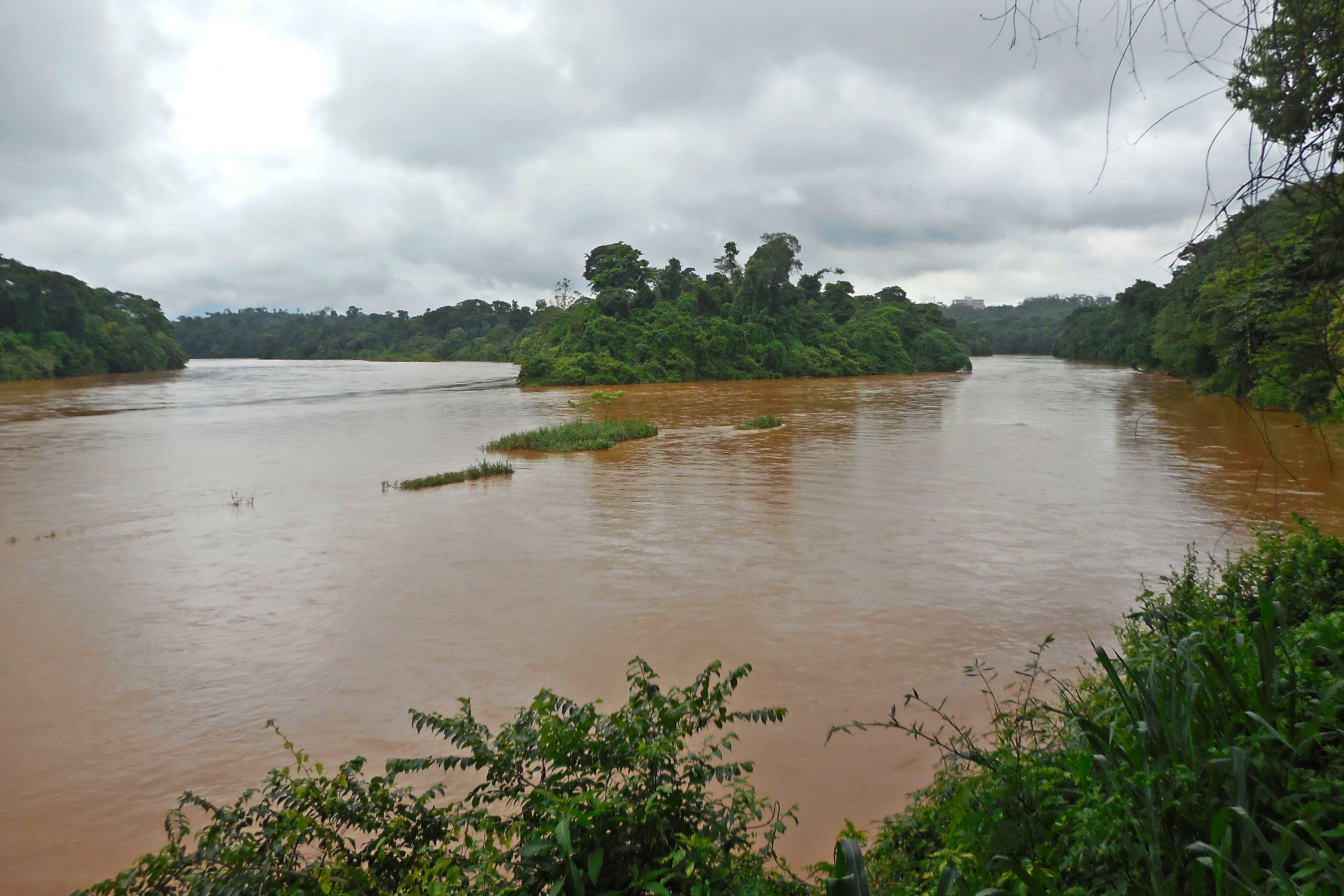
Foz do rio Piracicaba (à direita) no rio Doce, nas proximidades da zona urbana de Ipatinga. As águas turvas em ambos se devem a um período de chuvas intensas.

A topografia e a maritimidade interferem diretamente nas características climáticas da bacia do rio Doce. Os meses de inverno correspondem ao auge da estação seca, devido ao domínio de sistemas de alta pressão atmosférica que impedem a formação de instabilidades. Nesse período também ocorre a intrusão de massas de ar polar, que favorecem a queda das temperaturas. Mesmo assim, o relevo e a maritimidade dificultam a manutenção de temperaturas médias baixas (menos de 18 °C) no mês mais frio do ano na maioria das altitudes abaixo dos 300 metros. No verão, por outro lado, a temperatura se eleva facilmente e a influência de instabilidades tropicais configura a estação das chuvas.
A vazão média do rio Doce varia de 167,1 metros cúbicos por segundo (m³/s) na Fazenda Cachoeira d'Antas a 984,2 m³/s em Linhares. Nos meses da estação seca o nível e vazão são significativamente reduzidos devido à precipitação escassa, causando a formação de bancos de areia no manancial, em associação ao assoreamento. Já na estação chuvosa ocorre o aumento do nível e da vazão e posteriormente enchentes nos locais mais baixos das margens. Com a intensificação das chuvas também é comum a elevação da turbidez da água.
O histórico de problemas relacionados a enchentes levou à instalação de uma série de estações pluviométricas e fluviométricas no rio Doce e em seus afluentes, que são administradas pela Companhia de Pesquisa de Recursos Minerais (CPRM) e que visam a alertar a população de possíveis transbordamentos. Por outro lado, desde a década de 1990, a região vem enfrentando secas cada vez mais prolongadas, o que propiciou o surgimento de áreas susceptíveis à desertificação na extremidade norte (em Minas Gerais) e a nordeste (no Espírito Santo) da bacia do rio Doce. As chuvas decrescentes, acrescentadas à degradação ambiental, provocaram uma redução de 15% das águas superficiais do rio Doce em Minas Gerais entre 1990 e 2020.

### Geomorfologia e geologia

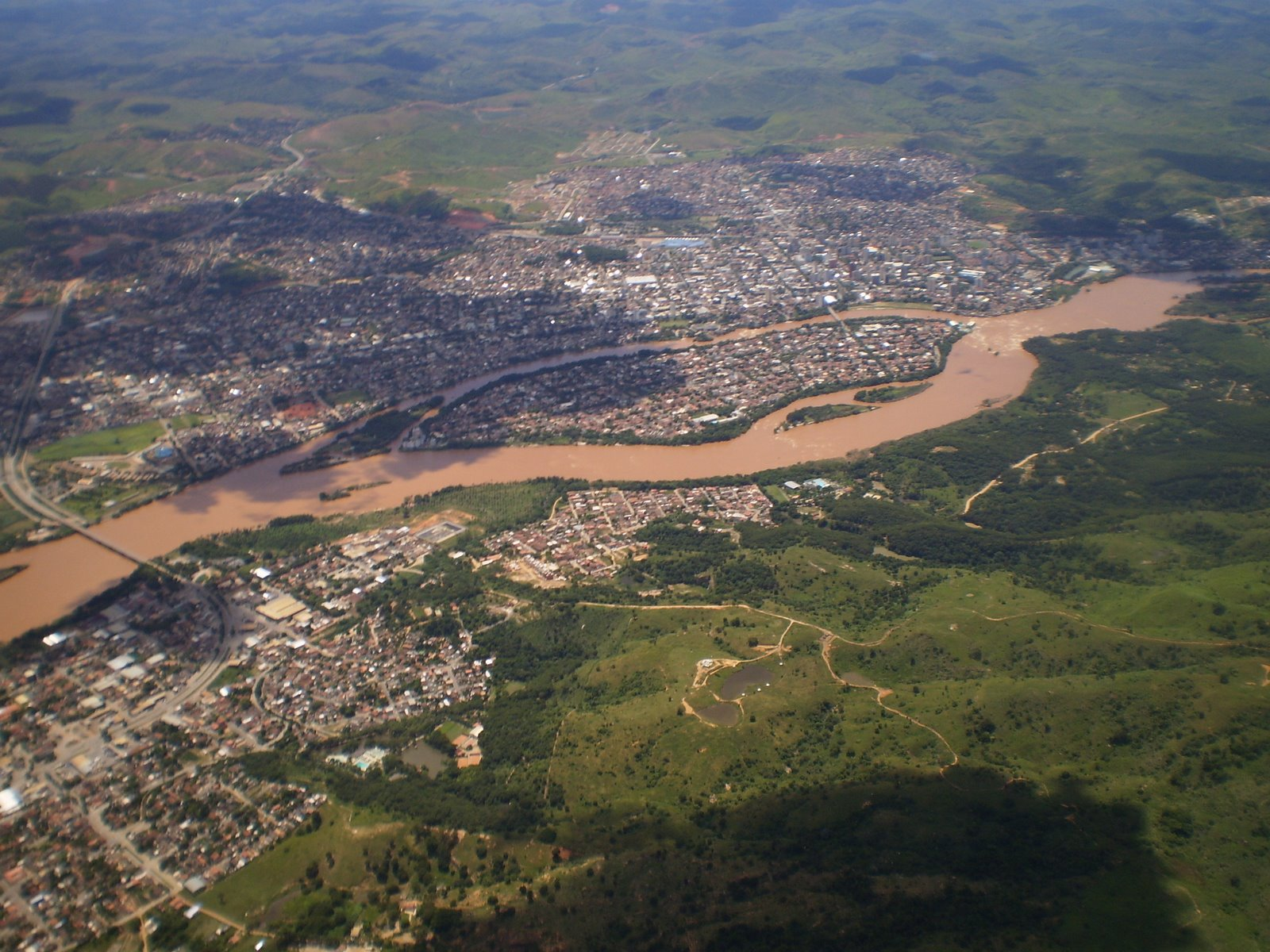
A Ilha dos Araújos, visível ao centro da imagem, em Governador Valadares, é a maior ilha do rio Doce.

O relevo da bacia do rio Doce é significativamente acidentado, caracterizado pelos chamados mares de morros. A maioria de seus formadores possuem nascentes acima de 1 000 metros de altitude, entre as serras da Mantiqueira e do Espinhaço, mas em São José do Goiabal a altitude do rio atinge os 378 m. O curso demarca uma zona rebaixada chamada de depressão interplanáltica do rio Doce, cujas altitudes médias em seu interior variam de 250 a 500 m em colinas de declividade média. Esse vale principal, ao redor do rio Doce, dá origem ao nome da região do Vale do Rio Doce em Minas Gerais, enquanto que o entorno dessa depressão é marcado por bruscos desníveis de altitude.
Até chegar a Governador Valadares o rio segue um trajeto sudoeste–nordeste que intercede a unidade geológica denominada "Cinturão Atlântico", que faz parte da Província Mantiqueira. Esse trecho do manancial é moldado pela divisa da Província Mantiqueira entre suas porções oriental e ocidental, seguindo um traçado parecido com o da costa do Espírito Santo que corta o relevo acidentado. A jusante de Governador Valadares a disposição do leito passa a ser oeste–leste até a foz, trecho em que o relevo circundante se torna predominantemente alternado entre planícies e planaltos. O traçado do leito, portanto, varia conforme o relevo, alternando entre meandros, retilíneos e anastomosados, embora o rio também seja fundamental para moldar o relevo. As ilhas são relativamente mais comuns no médio rio Doce; sendo a maior delas a Ilha dos Araújos.

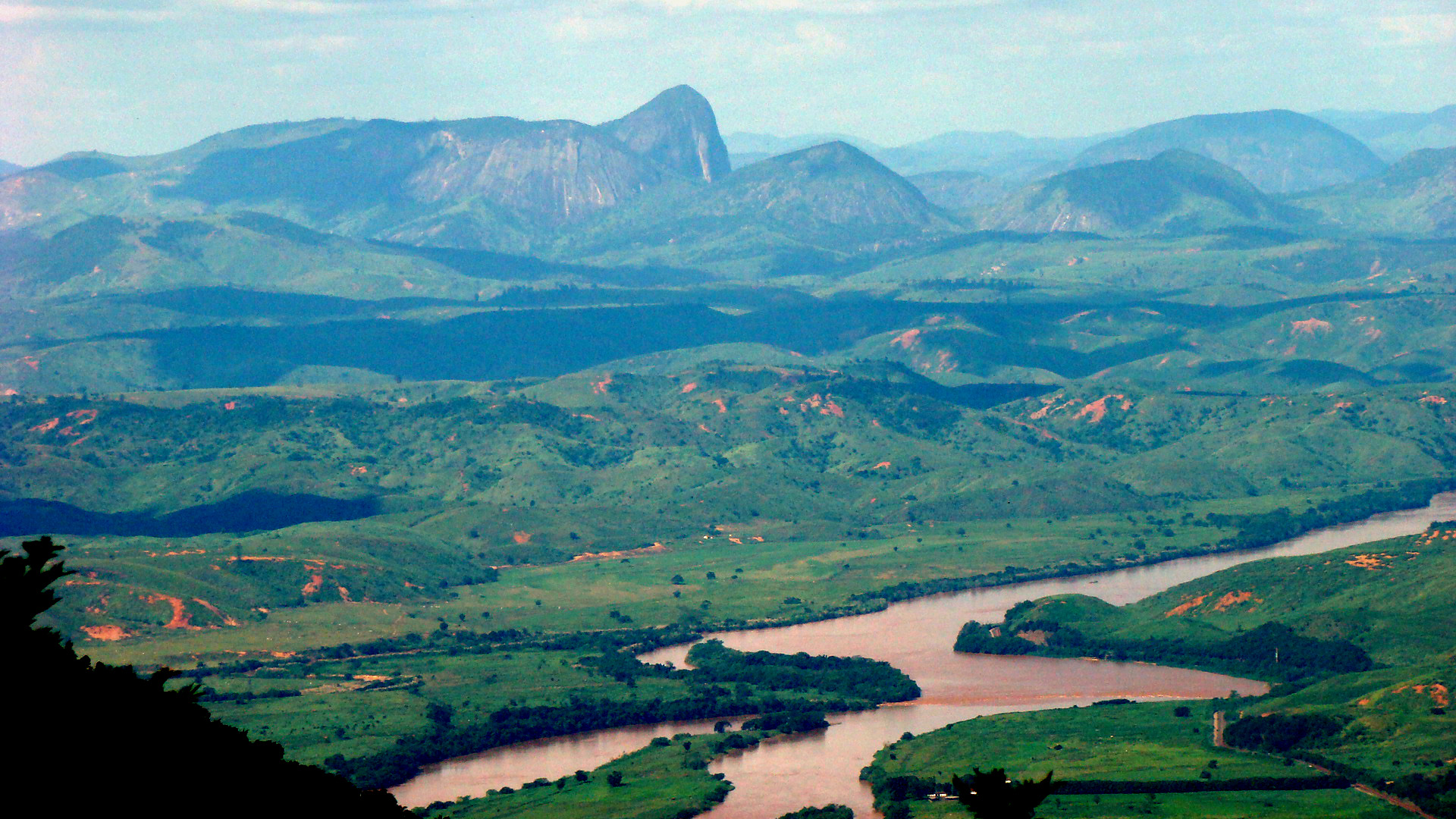
Trecho do médio rio Doce com relevo ondulado e montanhoso ao redor

Na depressão do rio Doce predominam rochas do complexo gnáissico-magmático-metamórfico, dentre as quais se sobressaem biotita-gnaisse, rochas graníticas e granito-gnáissicas e, em menor escala, de rochas do complexo charnoquítico. Os solos dominantes são das classes latossolo vermelho-amarelo e argissolo vermelho-amarelo. Desses, o argissolo é o mais propício à erosão, ao mesmo tempo de ser o mais adequado a algumas culturas agropecuárias da região, como milho, arroz, café e pastagens. Em menor escala são encontrados latossolo húmico, solos litólicos, cambissolos e afloramentos de rochas.
A susceptibilidade à erosão é classificada como "forte" em 58% da área da bacia e "média" em 33%, o que se deve aos tipos de solo em associação ao relevo acidentado e às características das chuvas (muitas vezes fortes e localizadas). As áreas mais propensas ao surgimento de erosão são as sub-bacias dos rios Casca, Matipó, Suaçuí Grande e Caratinga e o próprio rio Doce entre Baguari (Governador Valadares) e Independência (Resplendor). Contudo, o manejo incorreto do solo também contribui significativamente para o agravamento da erosão, favorecendo o assoreamento do manancial e dos afluentes. Nesse sentido, os rios do Carmo e Piracicaba são os mais afetados pela erosão provocada pela atividade humana, em razão do uso das águas e da terra para a mineração e siderurgia.

### Uso do solo e biodiversidade

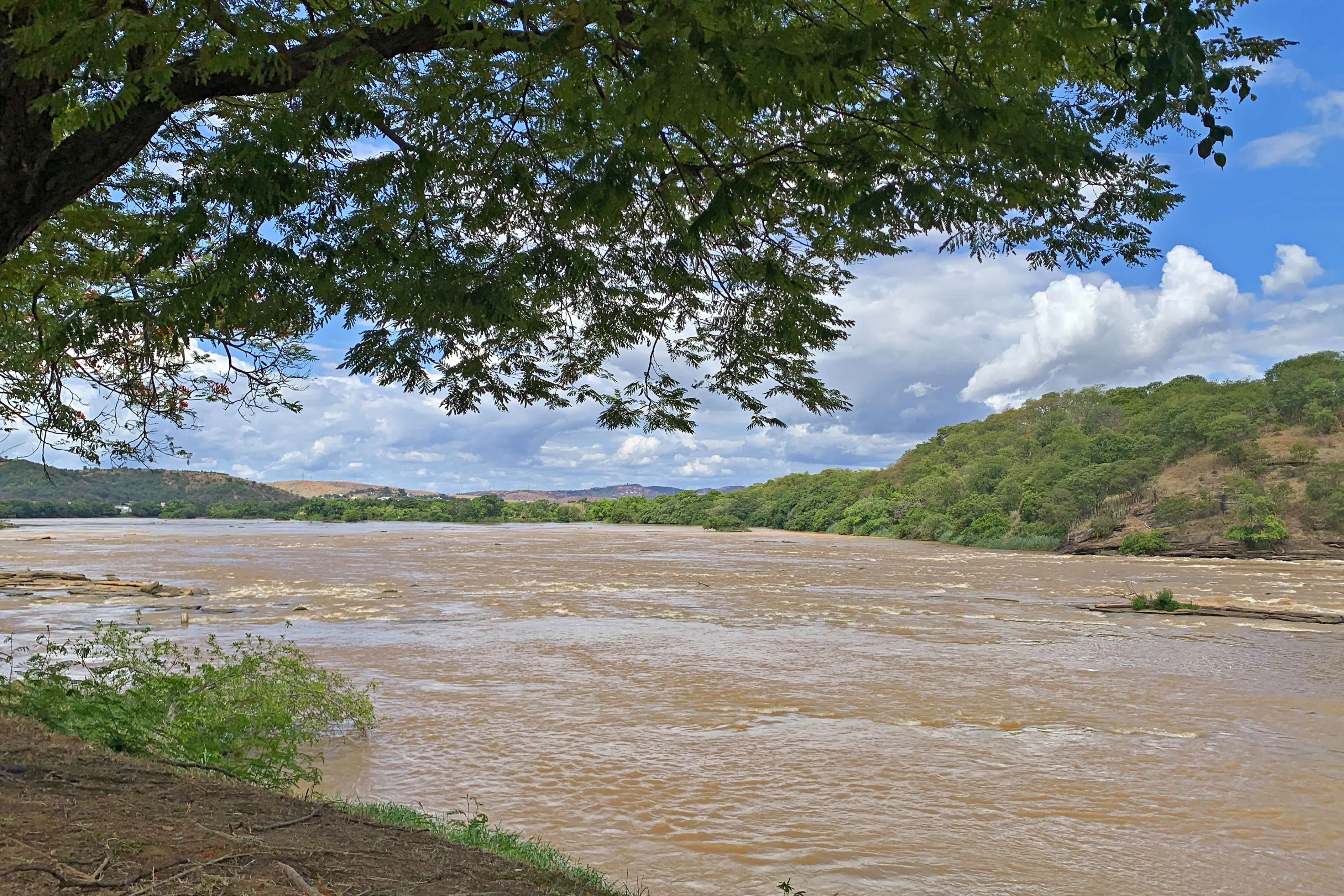
Rio Doce visto da Ilha dos Araújos, em Governador Valadares, com pastagens visíveis ao fundo.

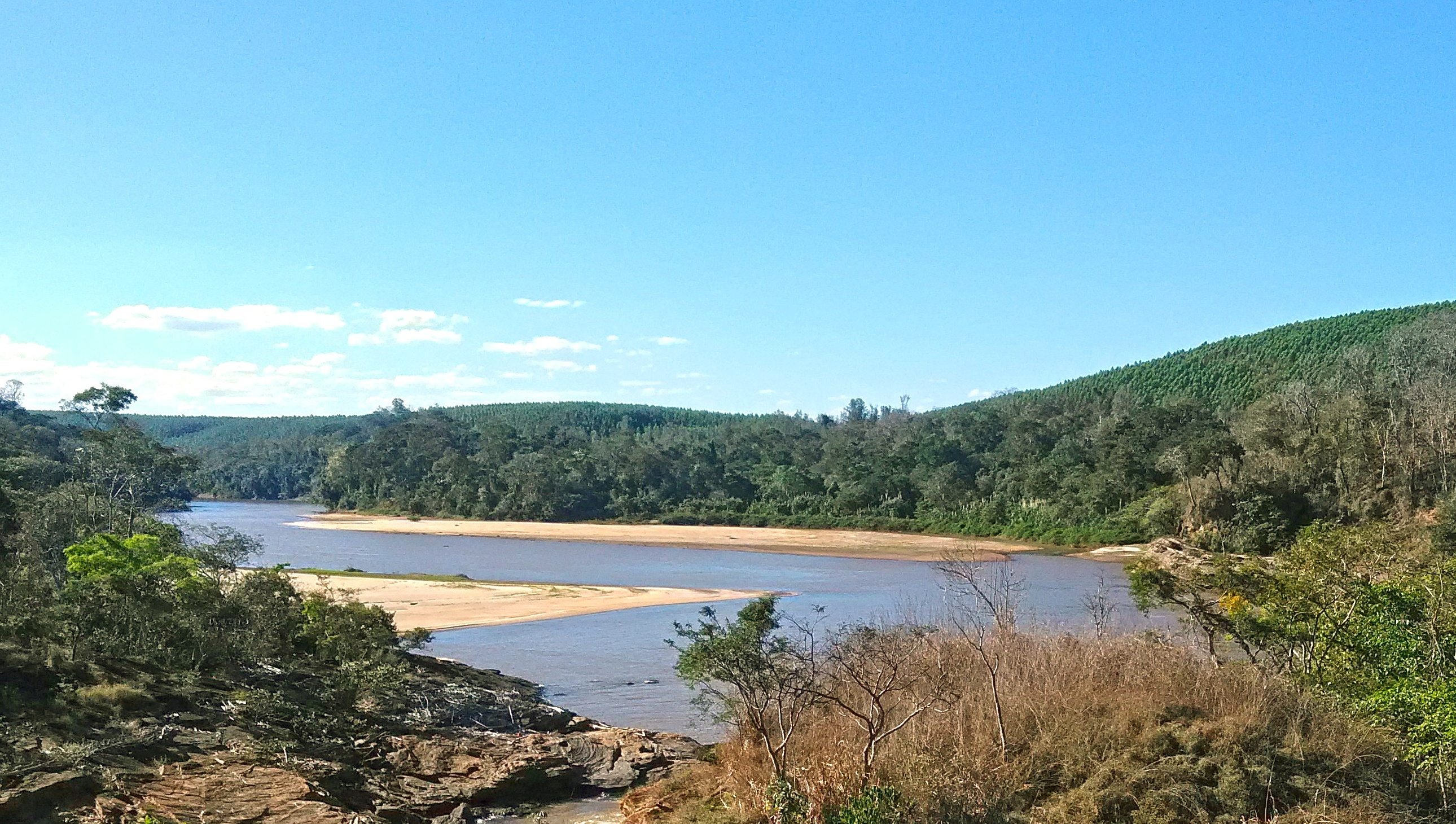
Rio Doce entre Marliéria e Pingo-d'Água, em Minas Gerais, visto da Ponte Queimada, podendo-se notar plantações de eucalipto ao fundo.

O bioma original predominante na área da bacia é a Mata Atlântica, com pequena representação do Cerrado a oeste, correspondendo a 2% da área. No entanto, a cobertura do solo sofreu considerável alteração devido às intervenções antrópicas, sobretudo em função da agropecuária, das indústrias e do reflorestamento com eucalipto. No médio rio Doce a maior parte da mata nativa foi desmatada no decorrer do século XX para a extração de madeira destinada à produção de carvão, a fim de abastecer as indústrias localizadas em João Monlevade e no Vale do Aço, e para as criações de gado. Posteriormente muitas dessas áreas foram aproveitadas para o cultivo de eucalipto.
No Espírito Santo a retirada da mata nativa ocorreu sobretudo para dar espaço ao cultivo do café, cuja cultura teve seu auge entre as décadas de 1940 e 1960. Nas décadas seguintes a cafeicultura passou a dividir sua representatividade no uso do solo com as pastagens e com a monocultura do eucalipto. Outro fator que acelerou o desmatamento das margens do rio Doce foi a construção da Estrada de Ferro Vitória a Minas no decorrer da primeira metade do século XX. Acompanhando o curso do manancial entre Colatina e o Vale do Aço em vários trechos, a via férrea foi a responsável por originar diversos núcleos urbanos e acelerar a industrialização, assim como provocar bruscas alterações na paisagem original.
Da área total da bacia, cerca de 59% são utilizados por pastagens, 5% pela agropecuária, 4% pelo reflorestamento e 27% pela mata nativa. Cabe ressaltar, entretanto, que o percentual de cobertura florestal natural está distribuído em pontos isolados de áreas não devastadas. Cerca de 28% da área de drenagem são classificados como "áreas prioritárias de preservação", o equivalente a 2 450 000 hectares (h), mas apenas 4,46% desse total são protegidos por unidades de conservação de proteção integral. Além disso, a supressão de mata nativa é crescente, sendo que a área de drenagem perdeu 1 857 h de mata nativa de 2018 a 2019. A sub-bacia do rio Suaçuí Grande, que perdeu 969 h de mata nativa, é a segunda bacia hidrográfica inserida no domínio da Mata Atlântica que mais desmatou no país nesse período, perdendo apenas para a bacia do rio Gurgueia (989 h), afluente do rio Parnaíba.
Segundo dados de 2011, a fauna íctica do rio Doce é composta por 99 espécies, das quais 71 são nativas e 28 exóticas. Das nativas, pelo menos seis estão ameaçadas de extinção, sendo elas: timburé (Hypomasticus thayeri), piabanha (Brycon dulcis), pirapitinga (Brycon opalinus), crumatã (também conhecido como curimatá ou curimba; Prochilodus vimboides), andirá (Henochilus wheatlandii) e surubim-do-doce (Steindachneridion doceanum). As transformações ambientais sofridas pelo manancial ao longo de sua história foram a causa de uma significativa redução da disponibilidade de populações, em especial o assoreamento, a poluição e as usinas hidrelétricas, que geram obstáculos ao desenvolvimento e deslocamento dos peixes. Entretanto, a caça indiscriminada e a inserção descontrolada de espécies exóticas também são fatores que contribuíram com o declínio dessa população. O peixe-boi-marinho (Trichechus manatus) e a ariranha (Pteronura brasiliensis) são exemplos que podiam ser encontrados até o século XX. Vale salientar que os impactos provocados pelo rompimento de barragem em Mariana em 2015 sobre a fauna íctica do leito ainda estão sendo calculados.

## Participação socioeconômica

### Demografia

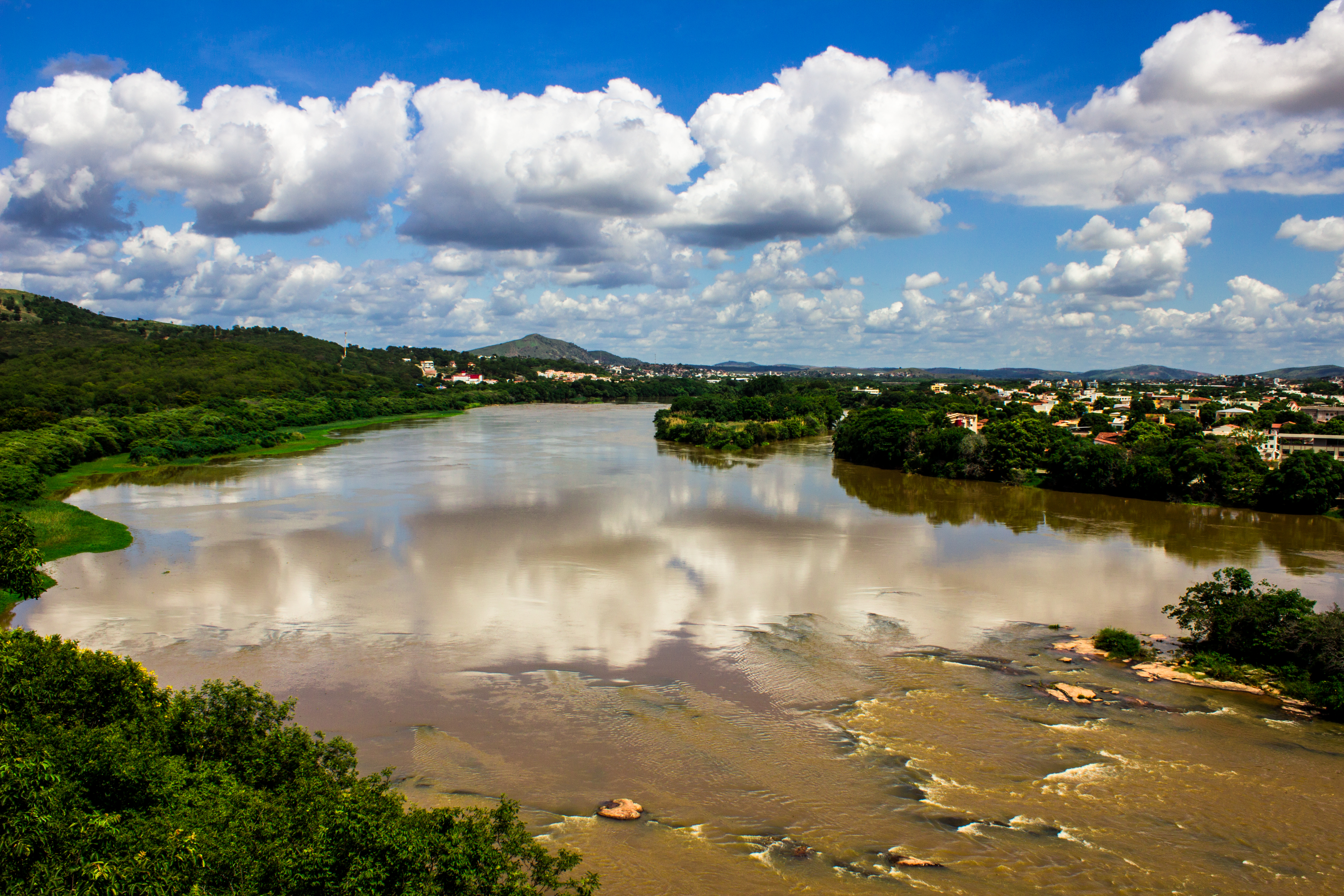
Rio Doce cortando a cidade de Governador Valadares, município mais populoso da bacia hidrográfica.

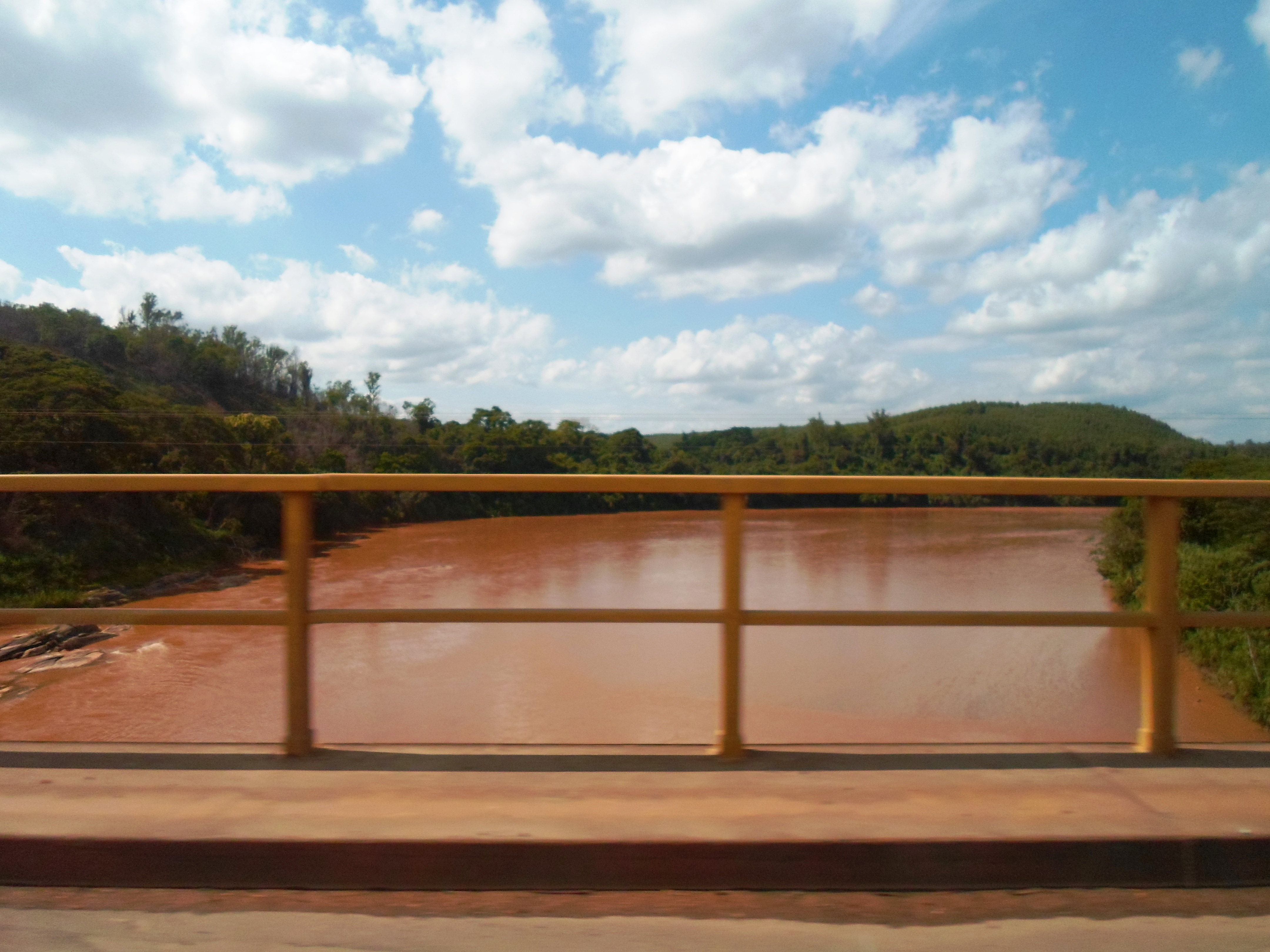
Rio Doce visto da Ponte Metálica, trecho da BR-458, entre Caratinga e Santana do Paraíso.

Segundo o Comitê da Bacia Hidrográfica do Rio Doce (CBH-Doce), a bacia do rio Doce abrange total ou parcialmente 229 municípios, dos quais 203 estão em Minas Gerais e 26 no Espírito Santo. Do total, 211 têm a sede localizada na área da bacia, que possui uma população de mais de 3,6 milhões de habitantes. Cabe ressaltar que a quantidade de municípios varia conforme a fonte, sendo que a Agência Nacional de Águas e Saneamento Básico (ANA) considera 225 municípios. Os mais populosos são Governador Valadares e Ipatinga, ambos em Minas Gerais, que juntos concentram mais de 540 000 habitantes. Outros municípios com mais de 100 mil habitantes são Coronel Fabriciano, Itabira e Ubá em Minas Gerais e Colatina, Linhares e São Mateus no Espírito Santo.
Um total de 38 municípios são banhados pelo rio Doce, considerando a partir do encontro dos rios Piranga e do Carmo, sendo 34 em Minas Gerais e quatro no Espírito Santo. Desses, Ipatinga, Governador Valadares, Colatina e Linhares são as cidades mais populosas das margens. Entretanto, os municípios de Coronel Fabriciano, Ipatinga, Santana do Paraíso e Timóteo compõem a Região Metropolitana do Vale do Aço, que se trata do maior adensamento populacional da bacia. Juntamente com seu colar metropolitano as cidades formam uma rede de mais de 778 mil habitantes, segundo estimativas de 2021. Do total de residentes da bacia do rio Doce, cerca de 70% habita as zonas urbanas. A concentração em áreas urbanas está diretamente ligada ao êxodo rural gerado pelo processo de industrialização e desenvolvimento das principais cidades, porém mais de 100 municípios ainda possuem população rural superior à urbana. As rodovias federais mais importantes que intercedem a região são a BR-381, BR-116, BR-262, BR-101, BR-259 e BR-458.
Cerca de 51% do total das águas extraídas diretamente da bacia do rio Doce são destinadas às irrigações, 22% ao abastecimento urbano, 17% às indústrias, 7% à dessedentação animal e 4% ao abastecimento rural. Segundo informações de 2010, o total explorado para suprir às demandas equivale a 29,733 metros cúbicos por segundo (m³/s), valor que era considerado como dentro dos limites da Organização das Nações Unidas (ONU), comparando-o com a disponibilidade. No entanto, a demanda de consumo humano e industrial é significativamente crescente, ao mesmo tempo que as estiagens e a degradação ambiental cada vez mais intensas têm reduzido a disponibilidade hídrica. A sub-bacia do rio Santa Joana, no Espírito Santo, já apresenta um quadro classificado como "preocupante".
| 1  | Aimorés            |
| 2  | Alpercata          |
| 3  | Baixo Guandu       |
| 4  | Belo Oriente       |
| 5  | Bom Jesus do Galho |
| 6  | Bugre              |
| 7  | Caratinga          |
| 8  | Colatina           |
| 9  | Conselheiro Pena   |
| 10 | Córrego Novo       |
| 11 | Dionísio           |
| 12 | Fernandes Tourinho |
| 13 | Galileia           |

| 14 | Governador Valadares |
| 15 | Iapu                 |
| 16 | Ipaba                |
| 17 | Ipatinga             |
| 18 | Itueta               |
| 19 | Linhares             |
| 20 | Marilândia           |
| 21 | Marliéria            |
| 22 | Naque                |
| 23 | Periquito            |
| 24 | Pingo-d'Água         |
| 25 | Ponte Nova           |
| 26 | Raul Soares          |

| 27 | Resplendor              |
| 28 | Rio Casca               |
| 29 | Rio Doce                |
| 30 | Santa Cruz do Escalvado |
| 31 | Santana do Paraíso      |
| 32 | São Domingos do Prata   |
| 33 | São José do Goiabal     |
| 34 | São Pedro dos Ferros    |
| 35 | Sem-Peixe               |
| 36 | Sobrália                |
| 37 | Timóteo                 |
| 38 | Tumiritinga             |

| 1  | Aimorés            |
| 2  | Alpercata          |
| 3  | Baixo Guandu       |
| 4  | Belo Oriente       |
| 5  | Bom Jesus do Galho |
| 6  | Bugre              |
| 7  | Caratinga          |
| 8  | Colatina           |
| 9  | Conselheiro Pena   |
| 10 | Córrego Novo       |
| 11 | Dionísio           |
| 12 | Fernandes Tourinho |
| 13 | Galileia           |

| 14 | Governador Valadares |
| 15 | Iapu                 |
| 16 | Ipaba                |
| 17 | Ipatinga             |
| 18 | Itueta               |
| 19 | Linhares             |
| 20 | Marilândia           |
| 21 | Marliéria            |
| 22 | Naque                |
| 23 | Periquito            |
| 24 | Pingo-d'Água         |
| 25 | Ponte Nova           |
| 26 | Raul Soares          |

| 27 | Resplendor              |
| 28 | Rio Casca               |
| 29 | Rio Doce                |
| 30 | Santa Cruz do Escalvado |
| 31 | Santana do Paraíso      |
| 32 | São Domingos do Prata   |
| 33 | São José do Goiabal     |
| 34 | São Pedro dos Ferros    |
| 35 | Sem-Peixe               |
| 36 | Sobrália                |
| 37 | Timóteo                 |
| 38 | Tumiritinga             |

|  | Leito do rio Doce |

|  | Oceano Atlântico |

|  | Leito do rio Doce |

|  | Oceano Atlântico |

#### Uso direto das águas

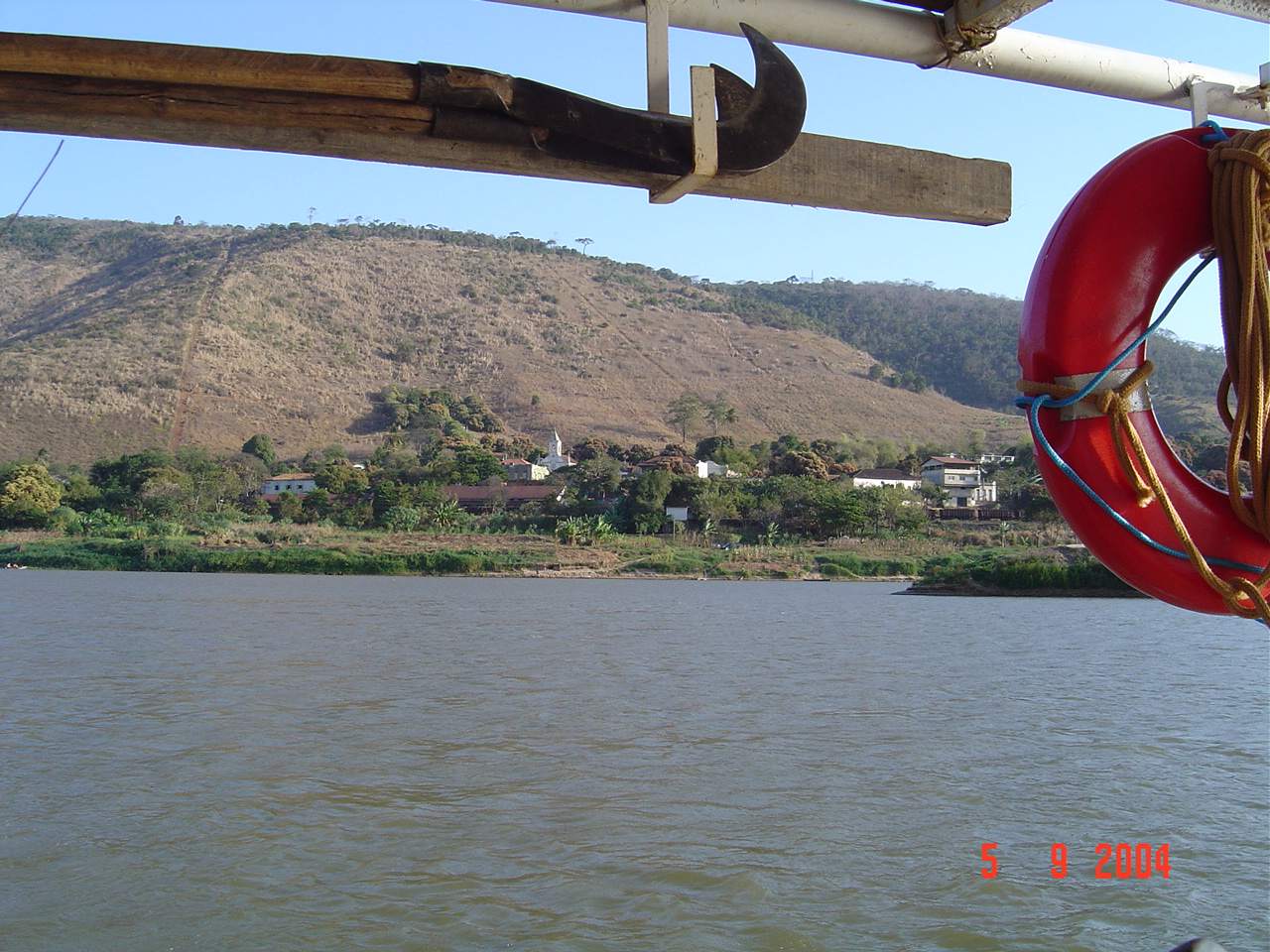
Vista de Itapina, distrito de Colatina, a partir de uma balsa no rio.

A pesca ainda se faz presente no rio Doce, embora a população íctica de algumas espécies tenha se reduzido ao longo do tempo devido aos impactos provocados pela ação humana. O manancial possibilita o exercício dessa atividade tanto de forma profissional como amadora, mas a prática da piscicultura vem sendo amplificada e incentivada em alternativa à pesca predatória, tendo em vista que favorece o desenvolvimento dos peixes no rio. Durante o período da piracema, que normalmente vai de 1º de novembro a 28 de fevereiro, restrições são aplicadas de modo a favorecer o deslocamento dos peixes até a cabeceira para se reproduzir, como por exemplo com limite de três quilos e limitação a algumas espécies exóticas.
Em toda a bacia do rio Doce, havia 1 699 pessoas com dez anos de idade ou mais ocupadas com a pesca e 216 com a piscicultura, distribuídas em 39 e 19 municípios, respectivamente, em 2010. Além da pesca, as águas do manancial são utilizadas para o lazer por populações das margens, como por exemplo para nadar e para a prática de surfe e canoagem em corredeiras, mas o excesso de poluentes é um risco à saúde e ocasionalmente acontecem afogamentos. Outra forma de uso é para o transporte informal em balsas e canoas entre localidades próximas, de forma a encurtar caminhos terrestres, porém a proliferação de bancos de areia durante estiagens prolongadas ocasionalmente compromete os trajetos.
Depois de dominados e exterminados pelos colonizadores, os índios aimorés, cujo domínio se estendia originalmente sobre o extremo sul da Bahia, o norte do Espírito Santo e o leste de Minas Gerais, restringiam-se a cerca de 630 indivíduos espalhados pelo Brasil segundo dados de 2017. Desse total, aproximadamente 430 são crenaques que habitam uma área demarcada como terra indígena na margem esquerda do rio Doce em Resplendor. Do rio dependem para a sobrevivência, uma vez que o utilizam para suprimento, irrigação, lazer, rituais e pesca, embora essas atividades tenham sido comprometidas pelo rompimento de barragem em Mariana em 2015.

### Economia

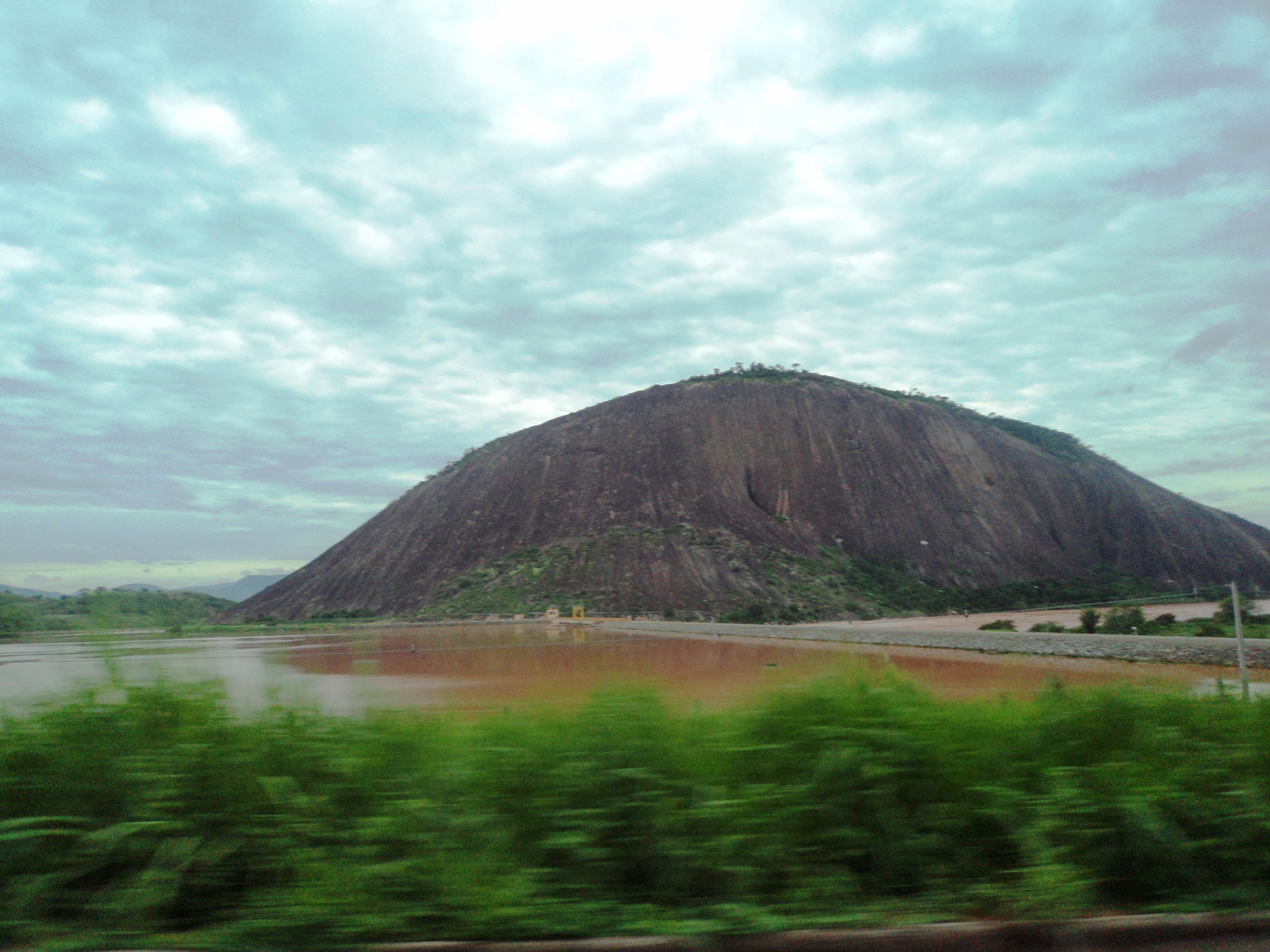
Vertedouro da Usina Hidrelétrica de Aimorés com a Pedra da Lorena ao fundo em Aimorés

Cerca de 18% do Produto Interno Bruto (PIB) dos municípios da área de abrangência da bacia do rio Doce são originados da agropecuária, 27% do setor industrial e 55% são adicionados pelo comércio e/ou prestação de serviços. Sua área em Minas Gerais representa cerca de 13% na participação do PIB do estado, enquanto que no Espírito Santo representa 9%. Em relação à agricultura os principais cultivos são de cana-de-açúcar e café, ao mesmo tempo que na pecuária os principais são os bovinos (gado leiteiro e de corte) e suínos. A agricultura da bacia possui relativa representatividade no Espírito Santo, principalmente devido à cafeicultura.
A área de drenagem possui uma presença marcante da atividade industrial, sobressaindo-se na extração mineral, metalurgia e fabricação de celulose. Algumas das principais áreas de mineração do país estão situadas na sub-bacia do rio Piracicaba, a exemplo das minas do Brucutu em São Gonçalo do Rio Abaixo e Gongo Soco em Barão de Cocais e dos campos de extração de minério de ferro da Vale em Itabira e da Samarco em Mariana. Também há de se ressaltar a extração de rochas ornamentais na divisa entre Minas Gerais e o Espírito Santo. Em 2016, existiam 366 áreas de concessão de lavra, sendo a maioria delas (31,4% do total) de minério de ferro, seguida da extração de rochas ornamentais (25,1%). Além dessas, há reservas de bauxita, calcário, caulim, gemas, material de construção, minério de manganês e ouro, dentre outros minérios.
A bacia do rio Doce comporta alguns dos principais polos siderúrgicos de Minas Gerais, com destaque às usinas da ArcelorMittal Aços Longos (em João Monlevade), Aperam South America (em Timóteo) e Usiminas (em Ipatinga). A produção de eucalipto destinado à produção de celulose, por sua vez, acontece em toda a bacia. Além de constituir matéria prima e de gerar uma das principais fontes de renda, é a responsável por produzir uma significativa movimentação fundiária. A extração madeireira para a produção de carvão ainda pode ser encontrada, porém de 2000 a 2006 esse tipo de extrativismo recuou 33,55%, ao passo de que os cultivos de eucalipto para celulose cresceram 11% no mesmo período.
O rio Doce possui um potencial hidrelétrico relevante que é aproveitado pelas indústrias da região e pelo Sistema Interligado Nacional (SIN) através de usinas hidrelétricas (UHEs) e pequenas centrais hidrelétricas (PCHs). Em 2016, quatro usinas hidrelétricas estavam situadas no leito, sendo elas Risoleta Neves, Baguari e Aimorés em Minas Gerais e Mascarenhas no Espírito Santo, todas integradas ao SIN. A Usina Hidrelétrica de Aimorés é a principal em potência gerada, com capacidade de produzir 330 megawatts por hora (mW/h) de energia. Outras seis usinas hidrelétricas estavam localizadas em mananciais afluentes. Ao todo, a bacia somava 29 pequenas centrais hidrelétricas naquele ano, além das que estavam em fase de outorga e/ou projeto.

## Ecologia e meio ambiente

### Degradação
Ao mesmo tempo que a área coberta por mata nativa é dissolvida em pontos isolados não devastados, o rio Doce e seus afluentes são muito castigados pela poluição gerada por dejetos oriundos da atuação das indústrias locais, esgoto urbano, desmatamento desenfreado, mineração e manipulação desmedida de suas águas. As contaminações industrial e urbana, associadas à ausência de controle ambiental, tornavam o rio Doce o décimo mais poluído do Brasil segundo o Índice de Desenvolvimento Social (IDS) calculado pelo Instituto Brasileiro de Geografia e Estatística (IBGE) em 2011, portanto antes mesmo do rompimento de barragem em Mariana em 2015. Em 2014, a bacia era apontada como a mais degradada de Minas Gerais.

#### No contexto urbano

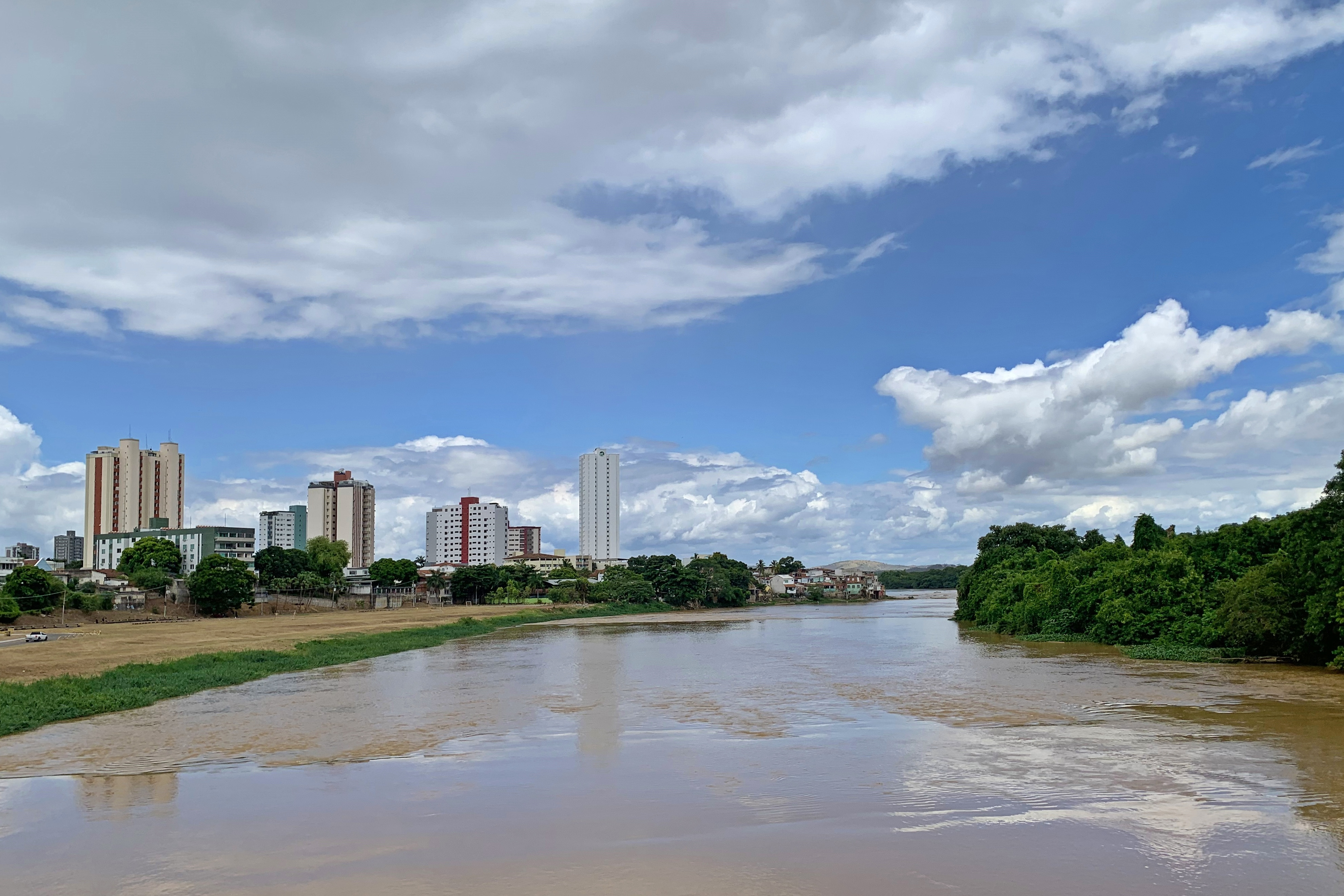
Áreas povoadas na margem do rio Doce em Governador Valadares

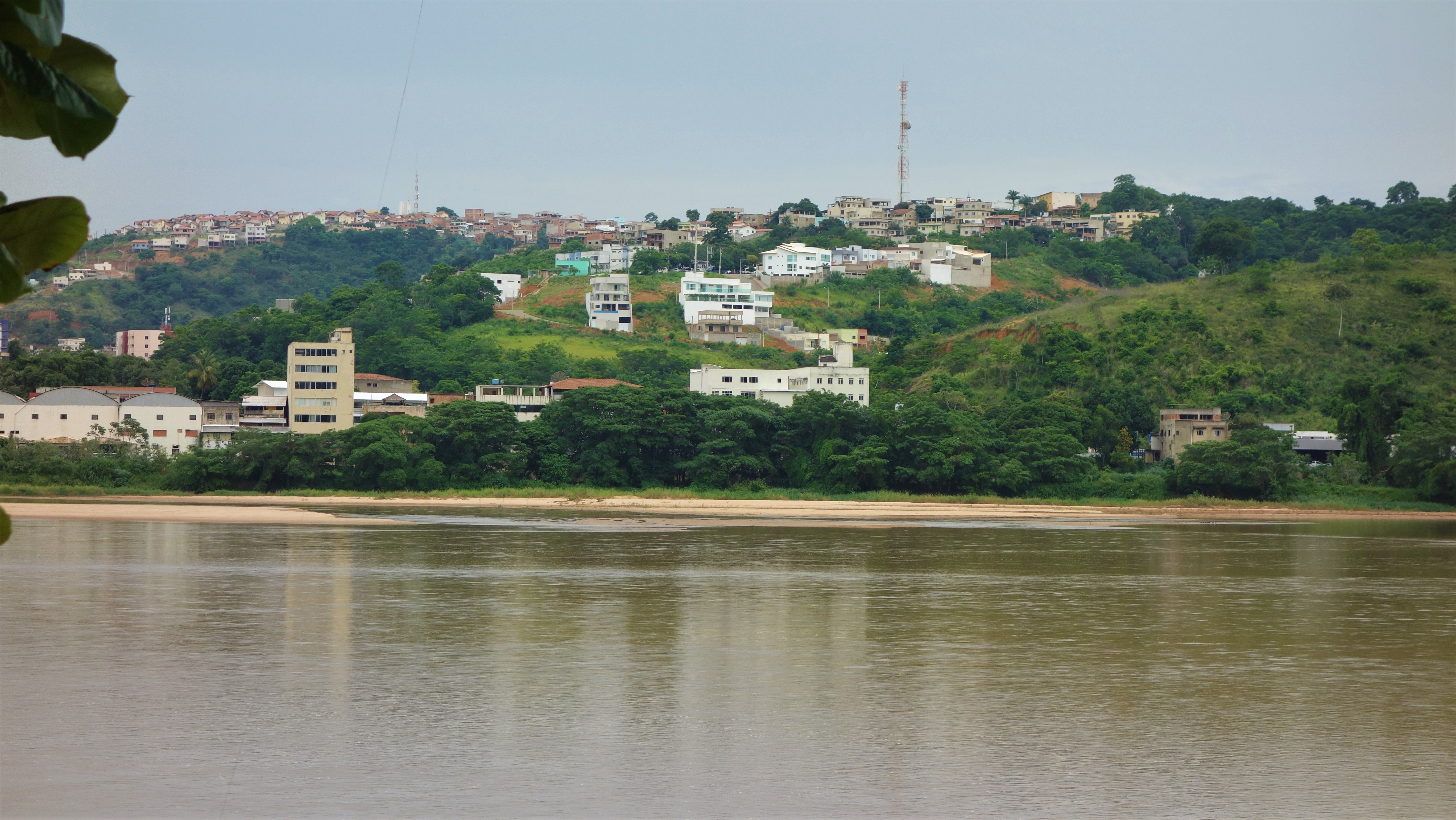
Rio Doce em Colatina

O rio Doce recebe o esgoto despejado por pelo menos 80% das cidades localizadas em suas margens sem qualquer tipo de tratamento, de acordo com informações de 2019. A mesma porcentagem de municípios da bacia também não possui tratamento de águas residuais, sendo que a poluição dos afluentes afeta diretamente o curso principal. Em diversos trechos ao longo de todo o manancial e de seus afluentes a presença de poluentes oriundos de esgoto é suficiente para tornar as águas inapropriadas para a irrigação e para consumo animal ou humano, situação que impacta as condições de vida e saúde da população e a transmissão de doenças.
Uma análise feita a pedido do Estado de Minas, divulgada em abril de 2014, mostra que as águas do rio Piranga apresentavam 1 200% de coliformes fecais acima do aceitável pelo Conselho Nacional do Meio Ambiente (CONAMA) após deixar a cidade de Ponte Nova e antes de se encontrar com o rio do Carmo para formar o rio Doce. Em Ipatinga a concentração era 40% maior que o limite, enquanto que em Governador Valadares chegava a 240%. No encontro dos rios Piranga e do Carmo a presença de coliformes termotolerantes estava em 5 172% acima do aceitável. Cidade mais populosa banhada pelo rio Doce, Governador Valadares tinha todo o esgoto da zona urbana direcionado sem nenhum tratamento ao manancial segundo informações de 2021, embora estações de tratamento estivessem em construção desde 2014. Ao mesmo tempo, o leito era a principal fonte de abastecimento da rede pública, mas uma nova fonte de captação estava em construção a partir do rio Corrente Grande. A contaminação se estende até o oceano Atlântico, com registros de coliformes fecais na região da foz transportados através do curso hídrico.
A poluição do manancial foi agravada pelo longo período de chuvas irregulares que a região enfrentou ao longo da década de 2010, levando a uma considerável diminuição de seu nível médio e à extinção de nascentes da bacia. Durante esse evento de seca o rio apresentou o menor nível desde quando começaram a ser feitas medições, mas, como ressaltado anteriormente, a precipitação média na área da bacia começou a se reduzir na década de 1990. A baixa vazão, aliada ao assoreamento, contribuiu com a proliferação de bancos de areia e fez com que localidades que dependem do rio e seus afluentes enfrentassem desabastecimento. Por outro lado, eventos ocasionais de chuvas intensas elevam rapidamente o nível do leito e ameaçam zonas povoadas que se estabeleceram em áreas de risco.

#### No contexto socioeconômico

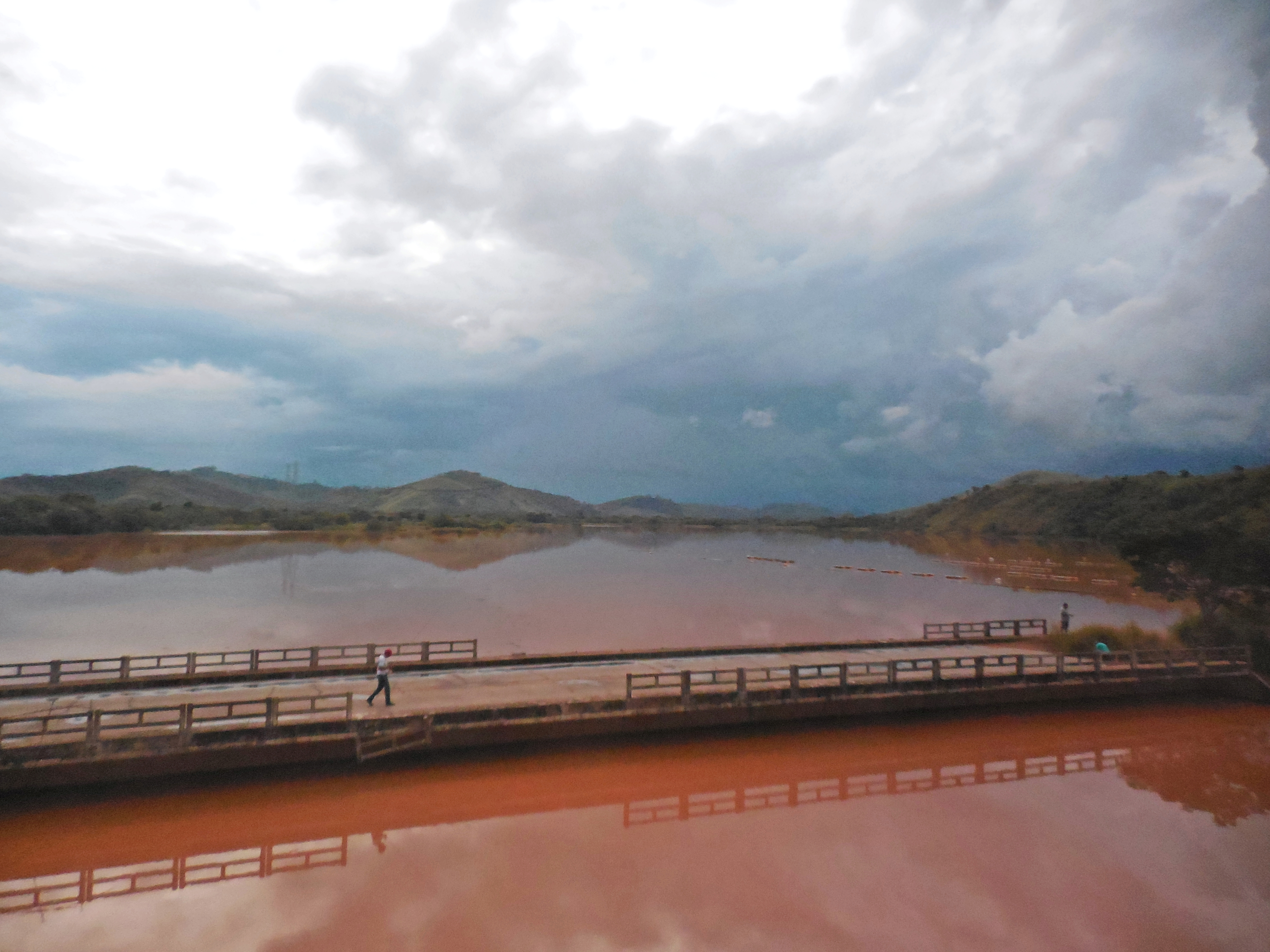
Trecho alagado do rio Corrente Grande no reservatório da Usina Hidrelétrica de Baguari, entre Periquito e Governador Valadares.

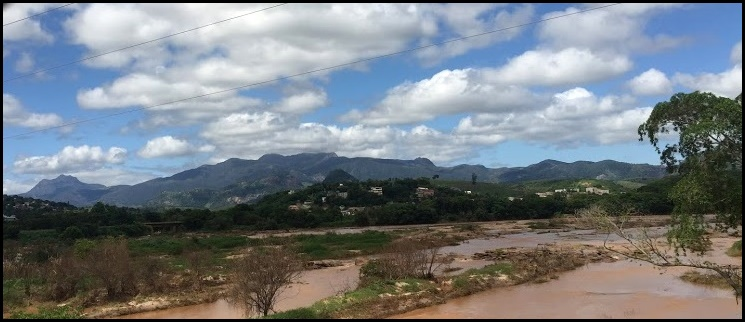
Assoreamento em Conselheiro Pena, no médio rio Doce.

A atividade mineradora, concentrada principalmente nas bacias dos rios do Carmo e Piracicaba, provoca um forte processo de assoreamento em ambos os cursos que afeta o rio Doce a jusante. A concentração de minerais e poluentes também é atribuída à mineração, sendo que a presença de ferro dissolvida nas águas era 23% acima do aceitável pelo CONAMA no encontro dos rios Piranga e do Carmo em 2014. Em Ipatinga a quantidade de manganês era 52% maior que o ideal. O desmatamento e o manejo incorreto do solo para a agropecuária, por sua vez, intensificam o processo erosivo, especialmente em áreas de relevo ondulado, fazendo com que sedimentos escoem mais rapidamente na direção dos cursos hídricos da bacia.
As plantações de eucalipto em larga escala acarretaram uma profunda mudança na paisagem natural, tendo em vista que se trata de vastas áreas ocupadas por uma mesma espécie de plantio. Isso reduziu o ecossistema florestal da região e ampliou o assoreamento frente à manipulação do solo em larga escala. Além disso, o uso de fertilizantes e agrotóxicos é necessário de forma a garantir sua produtividade, ao mesmo tempo que a grande quantidade de água utilizada pelas indústrias de celulose depende dos mananciais da bacia. No que se refere aos aspectos socioeconômicos, as terras ocupadas pelo eucalipto cultivado pelas grandes indústrias não podem ser usufruídas pelas comunidades locais, menosprezando hábitos e costumes regionais e a própria presença humana.
A construção de usinas hidrelétricas também produziu alterações severas na paisagem, uma vez que o leito é barrado. A montante das barragens ocorreu o alagamento das margens, o que incluiu áreas nativas e zonas povoadas que precisaram ser reassentadas. A sede da cidade de Itueta precisou ser totalmente reconstruída em outro local, de 1999 a 2004, para a implantação da Usina Hidrelétrica de Aimorés no curso do rio Doce. A jusante, por sua vez, o nível do manancial foi bruscamente reduzido devido à retenção das águas. Por conta de uma canalização, o leito também deixou de banhar a sede de Aimorés, que se localiza onde antes era a margem direita do rio Doce. Redução da quantidade de peixes também foi observada na área de abrangência dessa usina, gerando insegurança alimentar aos índios crenaques e a pescadores que dependem do rio.

#### Desastre ambiental em 2015

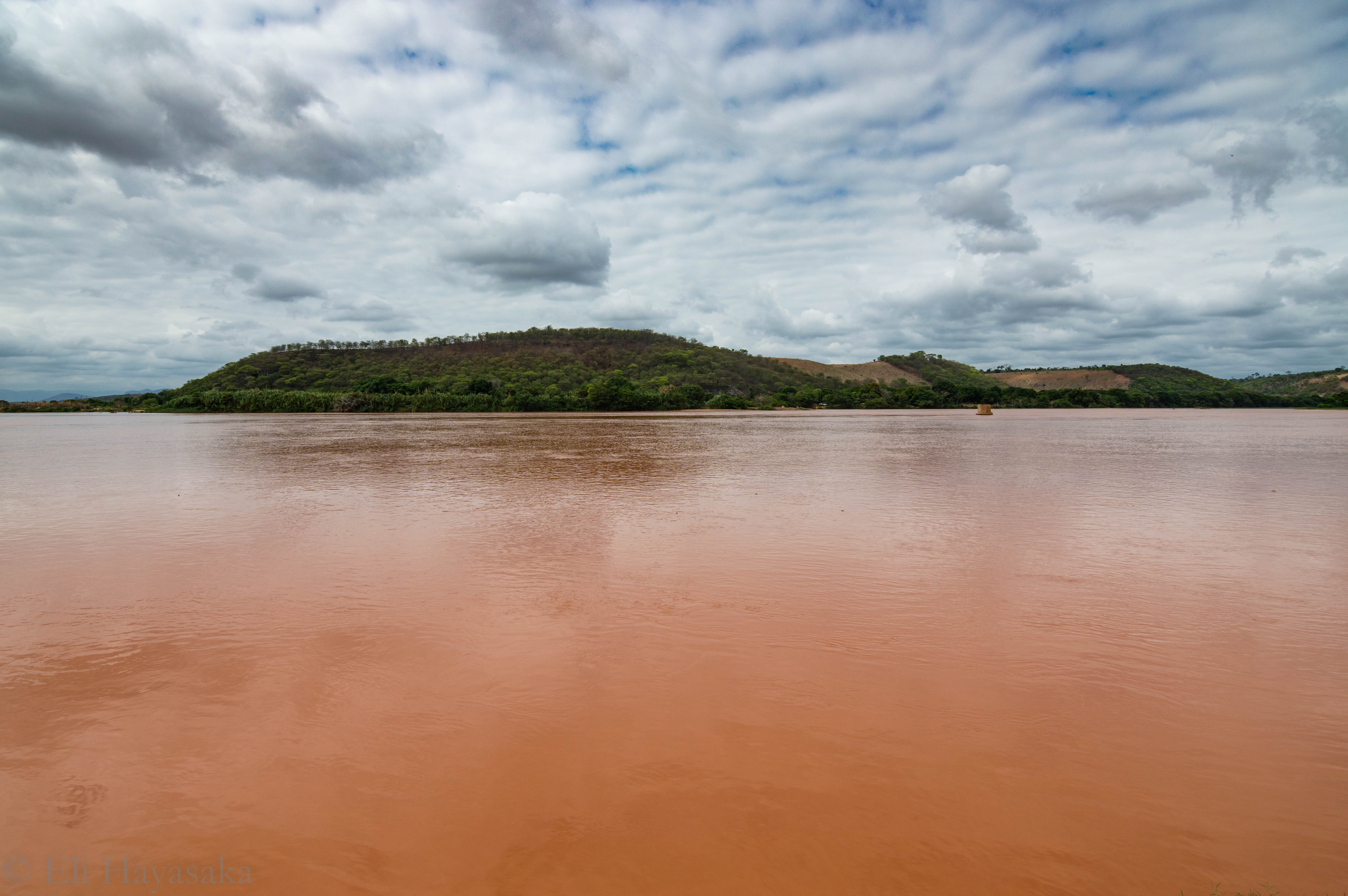
Águas lamacentas no rio Doce em Galileia, Minas Gerais, em novembro de 2015, em consequência do rompimento de barragem em Mariana.

O manancial foi severamente afetado pelo rompimento de uma barragem de rejeitos operada pela mineradora Samarco (de controle acionário das empresas Vale S.A. e BHP Billiton) ocorrido em Mariana em 5 de novembro de 2015. A lama de rejeitos atingiu primeiramente o rio Gualaxo do Norte, depois de 48 km chegou ao rio do Carmo e 22 km a jusante desembocou onde este se encontra com o rio Piranga para formar o rio Doce. Um total de 19 pessoas morreram na tragédia e houve a destruição total das localidades de Bento Rodrigues e Paracatu de Baixo, a jusante da barragem, em Mariana. No momento do acidente não houve nenhum tipo de alerta em massa para as comunidades.
Além das perdas humanas, a lama de rejeitos que invadiu o rio Doce no decorrer dos dias e semanas seguintes deixou os municípios abastecidos pelo manancial impossibilitados de utilizarem sua água, inclusive Governador Valadares, que decretou estado de calamidade pública. As águas foram contaminadas por altos índices de elementos como arsênio, manganês, chumbo, alumínio e ferro. Por causa da contaminação, comunidades inteiras ficaram dependentes de caminhões-pipa, rodízio de distribuição e doações de água potável engarrafada de outros municípios durante mais de um mês, sendo que o rio já enfrentava um quadro de crise hídrica devido à estiagem prolongada. Ao todo, 1 469 h de terras também foram atingidos em Minas Gerais e no Espírito Santo. Em 22 de novembro os rejeitos chegaram ao oceano Atlântico.

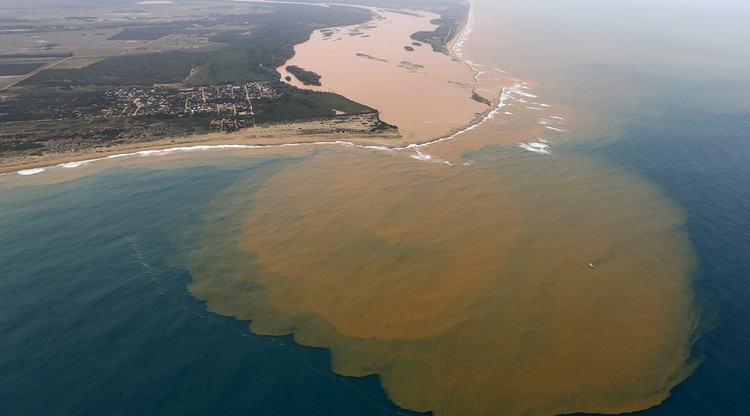
Imagem da foz do rio Doce no oceano Atlântico, semanas após o desastre em Mariana.

Atividades econômicas, como a pesca e o turismo, foram totalmente prejudicadas pela chegada da lama. Os impactos sobre a fauna íctica ainda são desconhecidos em sua totalidade, mas se sabe que praticamente todos os peixes do alto rio Doce atingidos morreram. Um mês após a tragédia pelo menos onze toneladas de peixes haviam sido recolhidas em todo o curso hídrico. No oceano os sedimentos percorreram cerca de 250 km a norte da foz do rio Doce e eram registrados no arquipélago de Abrolhos em junho de 2016, atingindo uma área com importante conjunto de ecossistemas marinhos e recifes de coral. Esse é considerado assim o desastre industrial que causou o maior impacto ambiental da história brasileira e o maior do mundo envolvendo barragens de rejeitos, com um volume despejado de mais de 55 milhões de metros cúbicos.
A Samarco voltou a operar em Mariana em dezembro de 2020, altura em que ninguém havia sido julgado pelo ocorrido, nenhuma casa havia sido entregue a título de indenização e a recuperação ambiental ainda estava por concluir. No decorrer dos anos a contaminação provocada pelo acidente decresceu, porém passados seis anos, em 2021, metais como ferro e alumínio estavam presentes no manancial de forma superior ao que era antes. O estuário do rio Doce ainda possuía uma concentração de manganês nove vezes maior que o normal. Os impactos no solo causados pela intrusão de metais também permaneciam, com a limitação do restabelecimento da vegetação e do ecossistema.

### Tratamento e conservação

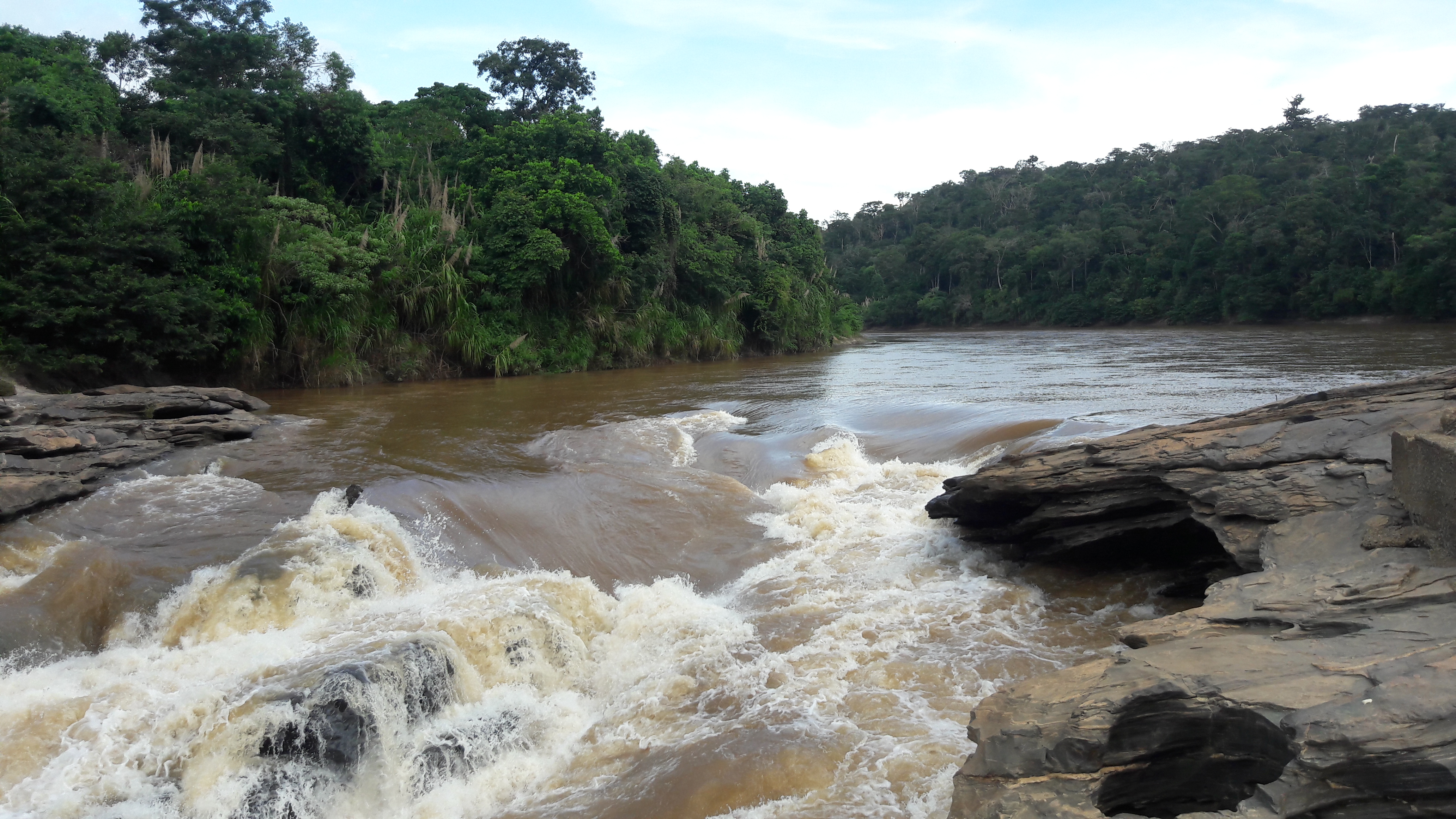
Águas do rio Doce em meio à mata ciliar nos limites do Parque Estadual do Rio Doce, perto da Ponte Queimada.

Segundo dados relativos a 2010, apenas 10% das cidades da bacia do rio Doce contavam com algum tipo de tratamento de seu esgoto urbano. Dentre elas, Catas Altas, Ipatinga, Itabira, Rio Doce e São José do Goiabal em Minas Gerais e Rio Bananal e São Gabriel da Palha no Espírito Santo eram as únicas a tratarem 100% do efluente. Já em 2022, 44 municípios da bacia, aproximadamente 20% do total de 229, tratavam pelo menos 30% das águas residuais. Anualmente é coletada uma média de 295 milhões de metros cúbicos (m³) de esgoto, mas somente 8,3% desse valor é tratado antes de ser despejado nos cursos hídricos. Ao mesmo tempo, os serviços de coleta e tratamento de esgoto abrangiam de forma simultânea 23,5% da população da área de drenagem.
O rio Doce possui diversas estações de monitoramento da qualidade das águas, administradas pela Agência Nacional de Águas e Saneamento Básico e pelo Instituto Mineiro de Gestão de Águas (IGAM), com análises regulares de parâmetros físico-químicos e biológicos. O monitoramento foi intensificado após o acidente com a barragem de Mariana em 2015. Como medida compensatória do rompimento de barragem em Mariana em 2015, houve um Termo de Ajuste de Conduta (TAC) acordado entre a Samarco, a Vale, a BHP Billiton e os governos federal, mineiro e capixaba que criou a Fundação Renova. Trata-se de uma organização sem fins lucrativos que tem o objetivo de reparar os danos causados pelo acidente.
Além de tratar de indenizações e construções de casas aos moradores que perderam suas habitações, a Fundação Renova ficou responsável pela recuperação ambiental da área atingida. Nesse sentido, a entidade destinou recursos aos municípios para a construção de estações de tratamento de esgoto e manutenção de sistemas de saneamento na bacia do rio Doce. Também alega trabalhar na recuperação de 5 000 nascentes e 40 000 hectares de áreas degradadas por pecuária extensiva, mineração, desmatamentos e incêndios. Contudo, como já ressaltado, as indenizações e a recuperação ambiental são marcadas por atrasos e a baixa eficácia foi motivo de questionamentos pelo Ministério Público do Estado de Minas Gerais (MPMG), que também acusou a fundação de propaganda enganosa.

#### Gestão das águas

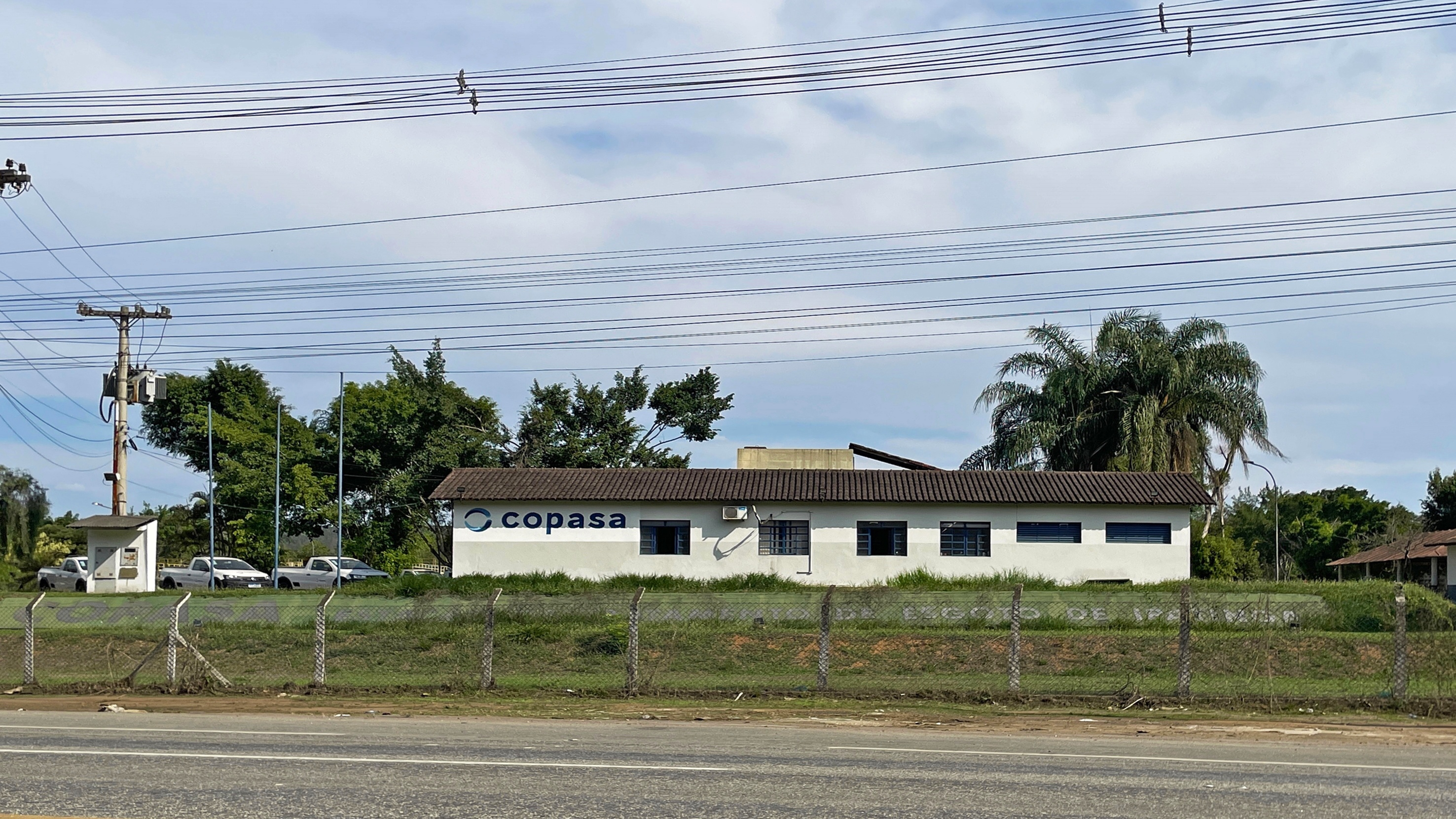
Estação de tratamento de esgoto situada próxima à foz do ribeirão Ipanema no rio Doce em Ipatinga

O rio Doce é considerado um rio de relevância nacional por banhar mais de um estado, conforme definido na Constituição Federal. O Comitê da Bacia Hidrográfica do Rio Doce (CBH-Doce), instalado sob o amparo da Resolução do Conselho Nacional de Recursos Hídricos (CNRH) em 2002, constitui o órgão normativo e deliberativo responsável pela gestão de recursos hídricos da bacia através da intermediação entre os atores da sociedade. Encontra-se subordinado ao governo federal e está composto por membros dos poderes públicos, empresas e sociedade civil. Suas funções incluem o monitoramento de conflitos, a promoção do saneamento básico, a preservação e a recuperação dos recursos hídricos da bacia e a cobrança pelo uso das águas.
Ao comitê da bacia do rio Doce se encontram subordinadas seis unidades de planejamento em Minas Gerais, que correspondem aos comitês das sub-bacias dos rios Piranga, Piracicaba, Santo Antônio, Suaçuí (Pequeno e Grande), Caratinga e Manhuaçu. No Espírito Santo, há os comitês das sub-bacias dos rios Guandu, Santa Joana e Santa Maria do Doce, dos "Pontões e Lagoas do Rio Doce" e "Barra Seca e Foz do Rio Doce". Dentre as ações do CBH-Doce estão o financiamento e/ou execução de obras de sistemas de água e esgoto, de programas de uso racional da água e segurança hídrica, de programas de convivência com as cheias, de atividades de educação ambiental e de intervenções de controle de produção de sedimentos; o beneficiamento de propriedades rurais com tecnologias de captação e armazenamento de água; o apoio e acompanhamento de trabalhos de reflorestamento e recuperação ambiental; e a elaboração de planos integrados e estudos para gestão de recursos naturais.

#### Preservação ambiental

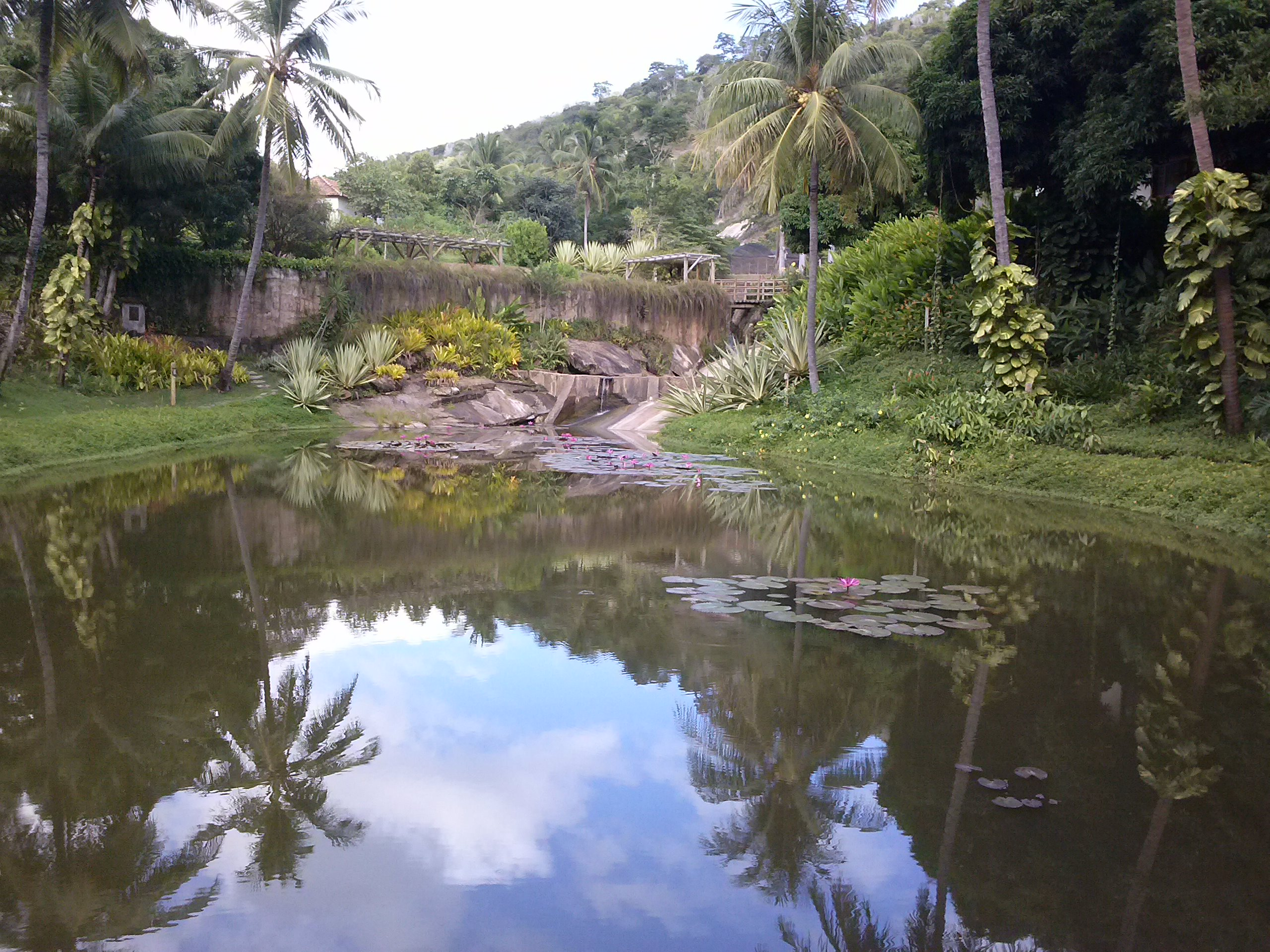
Sede do Instituto Terra em Aimorés, área da bacia que é considerada como reserva particular do patrimônio natural (RPPN).

A cobertura de mata ciliar no curso do rio Doce é restrita a 14,9% de suas margens em Minas Gerais e 21,3% no Espírito Santo, mas somente 1% é preservado com mata nativa, o que é resultado do uso dominante do solo pelas atividades econômicas da região. Em 2010, a bacia contava com 19 unidades de proteção integral dentre parques nacionais, estaduais e municipais, estações ecológicas, reservas biológicas e monumento natural (Pontões Capixabas), que se diferenciam pela proibição do uso direto de seus recursos naturais. Além disso, havia 20 reservas particulares do patrimônio natural (RPPNs) e 60 áreas de proteção ambiental (APAs), embora as APAs possam ser apenas demarcadas, sem existirem instrumentos de gestão.
A nascente que é considerada como a primeira do rio Doce, em Ressaquinha, encontra-se em uma propriedade particular, mas foi cercada pelo IEF-MG em 2019. Entretanto, as águas são comprometidas a jusante pela mineração desenfreada e pelo esgoto. O Parque Estadual do Rio Doce (PERD), criado com a intenção de resguardar um dos últimos remanescentes de mata nativa do Vale do Rio Doce em 1944, abriga a maior reserva de Mata Atlântica da bacia e de Minas Gerais, além de constituir um dos maiores sistema lacustres do mundo. O curso hidrográfico margeia o parque, que possui 36 mil hectares distribuídos entre os municípios de Dionísio, Marliéria e Timóteo. O estuário do manancial em Linhares, por sua vez, é monitorado por ser local de desova de tartarugas marinhas.
No médio rio Doce está localizado o Instituto Terra, iniciado por Lélia e Sebastião Salgado com 700 h de terras degradadas reflorestadas com mata nativa em Aimorés. Trata-se da chamada Fazenda Bulcão, onde está a nascente do córrego Bulcão, afluente do rio Doce, e que foi transformada em reserva particular do patrimônio natural (RPPN). A iniciativa objetiva estender essa proteção a outras nascentes da bacia, estimulando proprietários de terra que possuam nascentes a protegê-las através da doação de materiais para cercá-las.
Estudos e atividades em prol da conservação do rio Doce são realizados por órgãos públicos, empresas, ONGs ambientais, grupos ambientais e pesquisadores independentes. Em 2014, a ONG The Nature Conservancy (TNC) iniciou um acompanhamento e a prestação de assessoria técnica na recuperação de 1 500 hectares de florestas da bacia do rio Doce, em associação ao Instituto de Meio Ambiente e Recursos Hídricos do Espírito Santo (IEMA). Em 2020, o Comitê da Bacia Hidrográfica do Rio Doce aderiu ao Protocolo de Monitoramento Governança das Águas do TNC, que se trata de uma ferramenta que avalia e identifica problemas de gestão do próprio comitê. Também vale ressaltar que atividades de pesquisa a respeito das condições do curso hídrico e conservação de suas águas são produzidas por instituições de ensino e universidades.

## Cultura popular

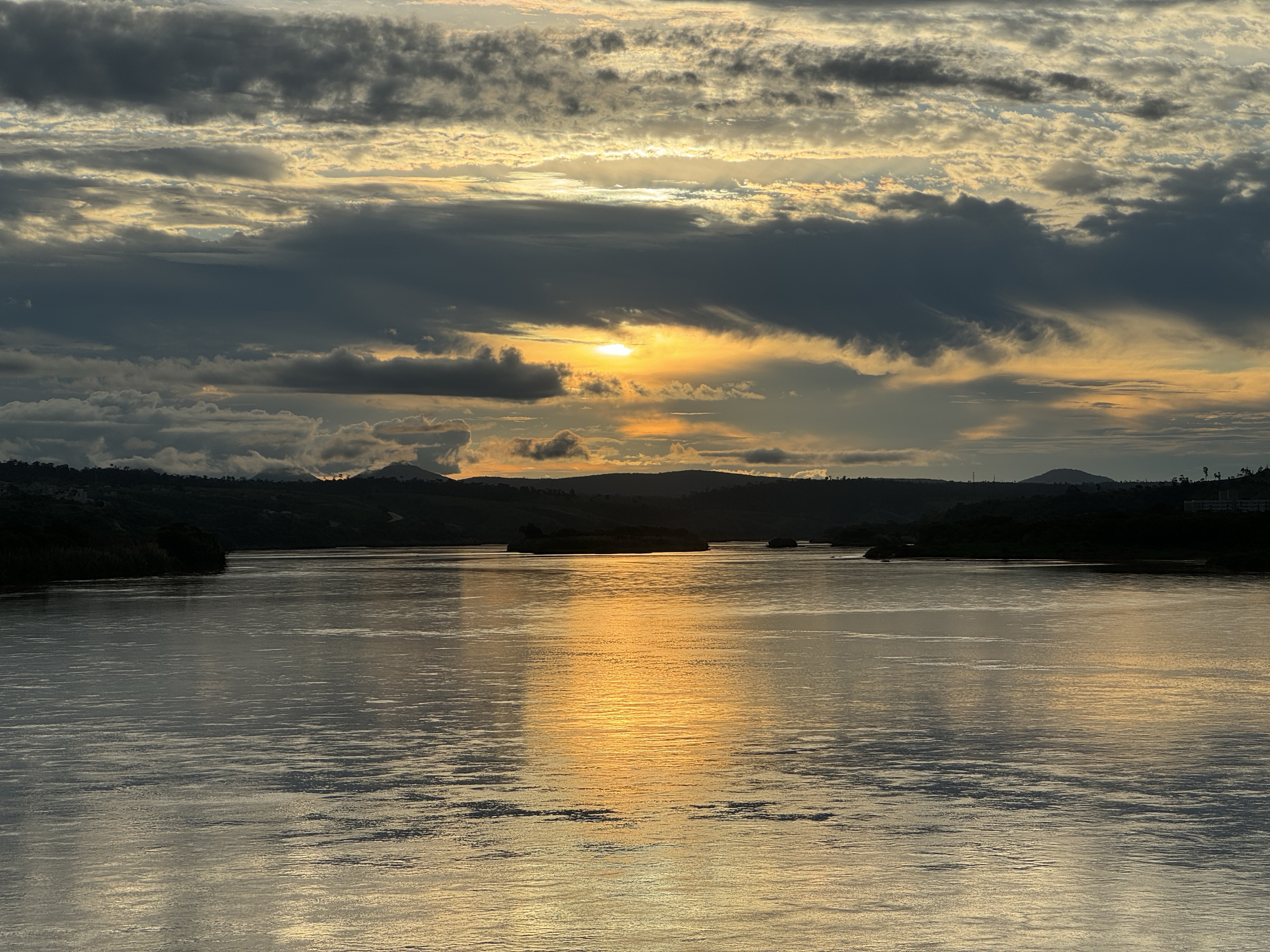
Pôr do sol refletido sobre o rio Doce em Colatina

Embora degradado, o rio Doce ainda é incorporado ao cotidiano de moradores ao redor do curso, seja por meio de seu uso direto ou unicamente por sua existência física. O curso está diretamente ligado à história das cidades que se desenvolveram em suas margens, sendo referenciado inclusive com a denominação do município de Rio Doce. Esta, por sua vez, foi herdada da antiga estação ferroviária da localidade atendida pela Estrada de Ferro Leopoldina, a Estação Rio Doce, cujo nome é referência ao manancial.
Aliado ao contexto histórico, o rio Doce se agrega a diversas paisagens que contêm significados individuais e coletivos para os moradores próximos, instigando memórias e lembranças. Associado às variações de relevo e tempo (como ao pôr do sol), o curso hídrico também propicia a geração de paisagens físicas atrativas. Vistas atrativas para o rio podem ser contempladas através do trem de passageiros da Estrada de Ferro Vitória a Minas, que circula diariamente entre as regiões metropolitanas de Vitória e Belo Horizonte.
Para os índios crenaques, habitantes das margens no médio rio Doce, o curso hídrico possui sua própria personalidade, assim como cada manancial e cada montanha. Como partes da natureza, representam, afinal, um antepassado comum, com os quais se comunicam. Eles chamam o rio de "Watu", que significa "rio que corre" ou "rio que fala". O uso do leito possui valor simbólico não só para os indígenas, como também para indivíduos e comunidades que dependem dele. Isso é explícito em Regência Augusta, onde há comunidades de pescadores que sobrevivem da pesca artesanal no manancial.
Em 2005, o governo de Minas Gerais oficializou o Circuito Turístico Trilhas do Rio Doce, com o objetivo de estimular e divulgar o turismo em cidades do Vale do Rio Doce. Esses municípios possuem aspectos culturais, históricos e geográficos em comum que perpassam pela proximidade com o rio. Em referência ao dia em que os colonizadores portugueses avistaram o rio Doce pela primeira vez, em 13 de dezembro de 1501, o dia 13 de dezembro é considerado o "Dia do Rio Doce".

### Marcos atrativos

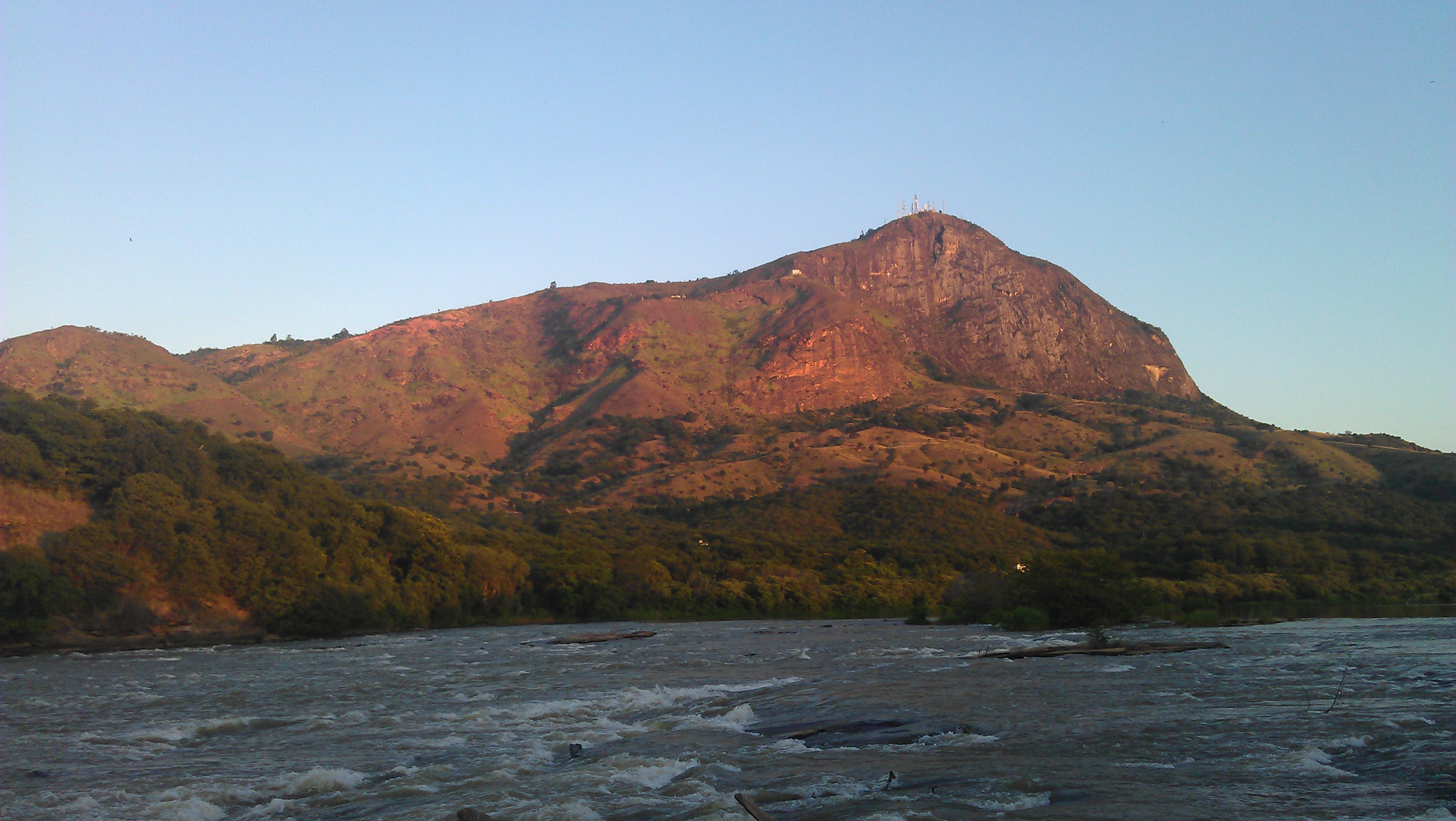
O rio Doce com o Pico da Ibituruna ao fundo em Governador Valadares

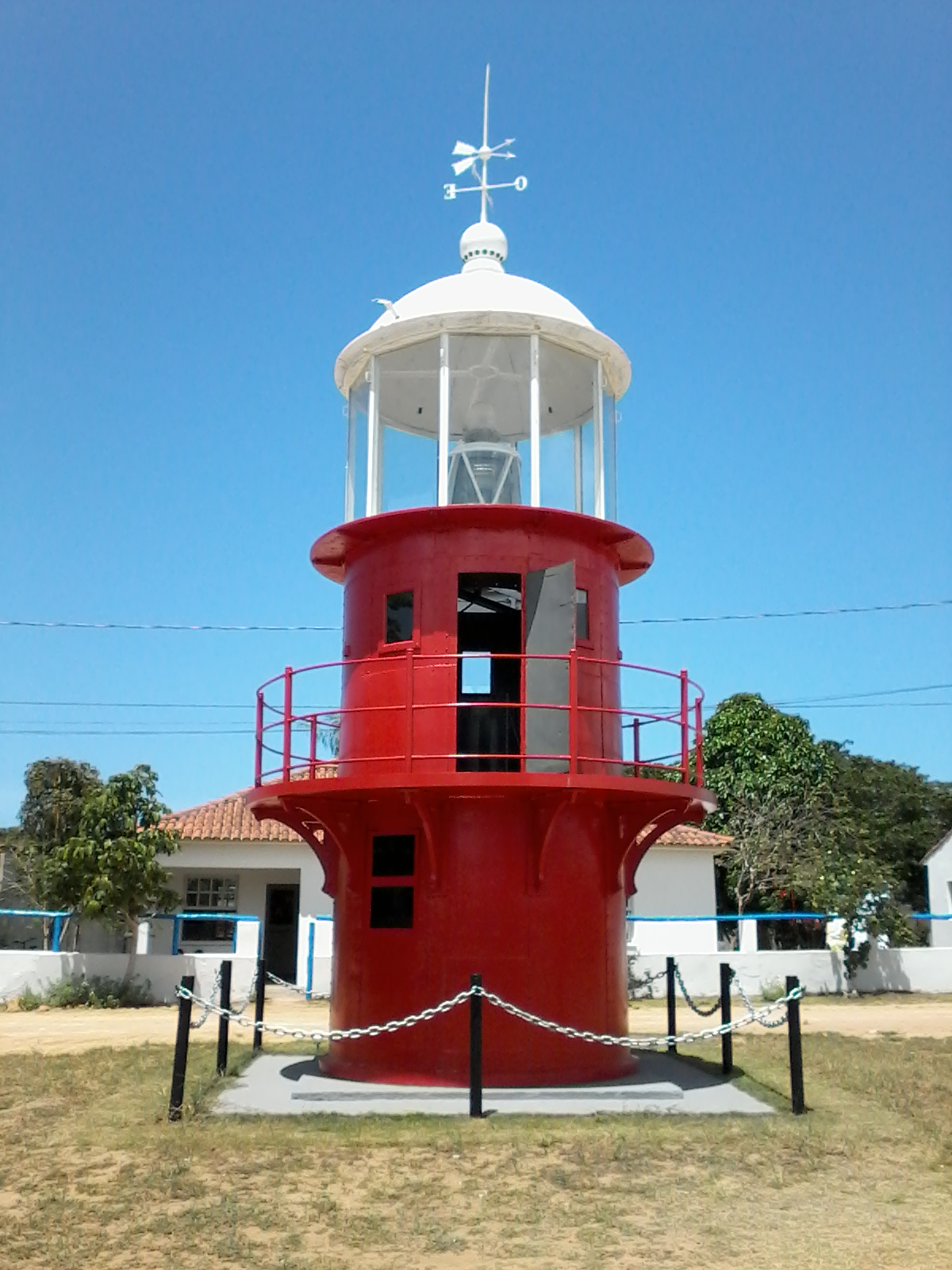
Cúpula do antigo Farol do Rio Doce (1895)